# 1. ФК Кайзерслаутерн
1. ФК Кайзерслаутерн (на немски: 1. FC Kaiserslautern; 1. FCK) е германски спортен клуб от град Кайзерслаутерн, провинция Рейнланд-Пфалц, с приблизително 13 300 членове.
Основан е на 2 юли 1900 г. след обединението на местните отбори на Германия 1896 и ФГ Кайзерслаутерн. Шампион на Германия през 1951, 1953, 1991 и 1998 г., носител на купата на страната през 1990 и 1996 г. Играе домакинските си срещи на Фриц-Валтер-Щадион в Кайзерслаутерн, кръстен на капитана на германския национален отбор по футбол, станал световен шампион през 1954 г. в Швейцария. Екип: червени фланелки, гащета и чорапи.
Освен футбол, в клуба се практикуват и следните спортове: хокей на лед, лека атлетика, бокс, баскетбол и хандбал.

## История

### Основаване
1. ФК Кайзерслаутерн се образува на 28 май 1929 г. в резултат на сливането на кайзерслаутернските отбори Ес Фау Фьоникс 1910 и Еф Фау 1900. До 1932 г. клубът се казва Еф Фау Фьоникс Кайзерслаутерн. Еф Фау 1900 на свой ред е съставен от три отбора: Еф Це 1900, Еф Це Палация 1901 и Еф Це Бавария 1902 на 1 март 1909 г. И накрая, Еф Це 1900 представлява обединение на футболните отбори Германия 1896 и Футболно дружество 1899 (2 юни 1900 г.). Отборите-предшественици на „Кайзерслаутерн“ записват някои успехи в първите години на XX век – Еф Це 1900 печели първенството на западния регион през 1909 г. и това е първият успех в историята на футбола в Кайзерслаутерн. До 1914 г. Еф Це 1900 принадлежи към елитната западна лига, а Еф Фау 1900 е съосновател на Окръжната лига на региона, но през 1923 г. окончателно отпада от дивизията.

#### Дати и събития
| 2 юни 1900  | Основаване на Еф Це 1900 Кайзерслаутерн като обединение на Еф Це Германия 1896 и Еф Фау 1899.                                                                    |
| 1901        | Основаване на Еф Це Палация 1901 Кайзерслаутерн. |
| 1902        | Основаване на Еф Це Бавария 1902 Кайзерслаутерн. |
| 1909        | Еф Це 1900 Кайзерслаутерн постига първи голям успех на кайзерслаутернски отбор и печели първенството на западните региони на Южногерманската футболна федерация. |
| 1 март 1909 | Образува се Еф Фау 1900 Кайзерслаутерн от сливането на отборите Еф Це 1900, Еф Це Палация 1901 и Еф Це Бавария 1902.                                             |
| 1919        | Еф Фау Кайзерслаутерн постига класиране в новоучредената окръжна лига.                                                                                           |
| 13 май 1920 | Открити са спортните съоръжения на Еф Фау Кайзерслаутерн на хълна Бетценберг.                                                                                    |
| 1923        | Поради намаляването на състава на окръжната лига Еф Фау е принуден да напусне първенството.                                                                      |
| 28 май 1929 | Еф Фау 1900 и Ес Фау Фьоникс се обединяват в Еф Фау/Фьоникс Кайзерслаутерн.                                                                                      |
| 1932        | Преименуване на 1. Еф Це Кайзерслаутерн |

### Гаулига (1933−1945)
Две години след завръщането в Окръжната лига, Кайзерслаутерн се класира в новосформираната Гаулига, след като завършва на второ място през 1933 г. Следват две нови отпадания: две години по-късно (на окръжно ниво – връща се през 1937 г.) и през 1938 г. От 1939 г. лаутерите присъстват непрекъснато в най-висшето ниво на германския футбол, преди футболните състезания да бъдат прекъснати поради военната мобилизация и Втората световна война. За пръв път „червените дяволи“ играят срещи за титлата през военния период, когато печелят Гаулига Вестмарк, но губят с 3:9 от Шалке 04 още в първия двубой във финалната фаза на първенството (1942 г.). След това е образуван общ военновремеви отбор заедно с играчите на Фау Еф Ер Кайзерслаутерн, но този състав така и не изиграва официален мач.
През 1938/39 Фриц Валтер за пръв път играе с екипа на „Кайзерслаутерн“. На 14 юли 1940 г. 19-годишният Валтер дебютира за германския национален отбор срещу Румъния (9:3), като бележи три попадения, а с това става и първият национален играч от Пфалц.

#### Дати и събития
| 1933        | Второ място в окръжната лига, което дава право на участие във финалния рунд на южногерманското първенство. Там отборът завършва осми от осем отбора, но получава квота за новооснованата елитна гаулига. |
| 1935        | Изпадане в окръжната група. |
| 1937        | Ново класиране в гаулигата. |
| 1938        | Ново изпадане в окръжната лига. |
| 1939        | Асансьорът между групите се движи с пълна сила: класиране в гаулигата. |
| 14 май 1940 | Фриц Валтер става първият национален състезател на Кайзерслаутерн: 19-годишният футболист дебютира срещу Румъния и отбелязва 3 гола за победата с 9:3!                                                   |
| 1942        | Първо място в гаулига Вестмарк и първо участие във финалния кръг за определяне на шампиона на Германия.                                                                                                  |

### Оберлига (1945−1963)
В Оберлига Югозапад „Кайзерслаутерн“ дълго време е доминираща сила. През първите 13 години червените от Пфалц стават десет пъти шампиони, 2 пъти вицешампиони, а през 1947 и 1948 г. стават първенци на френската окупационна зона. От 1958 г. лаутерите за пръв път падат от върха – завършват трети, пети и два пъти четвърти, преди да станат победители на своята Оберлига отново (1963 г.).
Клубът постига също успехи и на национално ниво през този период. След победи над 1860 Мюнхен и Нойендорф, Лаутерн достигат финал през 1948 г. срещу Нюрнберг, но губят с 1:2. Следващата година са трети в Германия след победа над Кикерс Офенбах (2:1).
На 30 юни 1951 г. „Кайзерслаутерн“ са германски шампион за първи път след успех с 2:1 срещу Пройсен Мюнстер. Втората титла не закъснява – 4:1 над Щутгарт (21 юни 1953 г.). „Червените дяволи“ губят финала следващата година сензационно от Хановер 96 с 1:5.
Въпреки протестите в медиите след загубата, бундестреньорът Сеп Хербергер се доверява на играчите от „Кайзерслаутерн“ за Световното пъррвенство'54 и чрез тях изгражда гръбнака на националния отбор. Петима „червени“ футболисти са призовани: Фриц Валтер, Отмар Валтер, Вернер Либрих, Хорст Екел и Вернер Колмайер. Рискът на Хербергер се оказва печеливш и на 4 юли 1954 г. Германия триумфира със световната титла, като в стартовия състав са и петимата играчи от Пфалц.
1955 г. е годината на последното участие на шампионатен финал за „Кайзерслаутерн“, който се губи с 3:4 от Рот-Вайс Есен. Разочарование следва и след финала за Купата на Германия през 1961 г., загубен с 0:2 от Вердер Бремен.

#### Дати и събития
| 15 юни 1947       | Първо място в първенството на френската окупационна зона. |
| 8 август 1948     | Защита на титлата от първенството на френската окупационна зона, последвана от победи над 1860 Мюнхен и ТуС Нойендорф във финалния рунд за определяне на шампиона на Германия. На финала Кайзерслаутерн губи от Нюрнберг с 1:2 на Мюнгерсдорфер Щадион в Кьолн. |
| 9 юли 1949        | След победа с 2:1 сл. прод. над Кикерс Офенбах Кайзерслаутерн завършва трети за първенството на Германия. Преди това отборът отново печели шампионатът на окупираните от Франция територии.                                                                     |
| 4 юни 1950        | Победа в първенството на френската окупационна зона и загуба от Щутгарт на 1/4 финала за първенство на Германия с 2:5. |
| 30 юни 1951       | Кайзерслаутерн е шампион на Германия! Победата с 2:1 на Олимпийския стадион в Берлин срещу Пройсен Мюнстер поставя началото на най-успешния период в историята на клуба.                                                                                        |
| 21 юни 1953       | Втора шампионска титла на Германия в Берлин: Щутгарт е победен на финала с 4:1! |
| 23 май 1954       | Изненадваща загуба във финала на първенството на Германия от аутсайдера Хановер 96 с 1:5. |
| 4 юни 1954        | Германия е световен шампион по футбол след 3:2 над Унгария в Берн! Петимата играчи от Кайзерслаутерн Колмайер, Екел, Либрих, Отмар и Фриц Валтер са част от шампионската единадесеторка на Сеп Хербергер.                                                       |
| 26 юни 1955       | Нова загуба във финалната среща на германското първенство – Рот-Вайс Есен печели с 4:3 в Хановер. |
| 22 април 1956     | Кайзерслаутерн си осигурява за четвърти пореден път титлата на германския югозапад. |
| 28 април 1957     | Кайзерслаутерн отново е шампион на югозападната оберлига. |
| 13 септември 1961 | Кайзерслаутерн губи финала за Купата на Германия от Вердер Бремен с 0:2. |

### Години в Първа Бундеслига (1963−1996)
Кайзерслаутерн е един от основателите на германската Бундеслига през 1963 г. През първата година на първенството отборът от Пфалц финишира на 12. място. През следващите години целта на „лаутерите“ е да останат в групата и те я постигат, като отново достигат финал за Купата на Германия (1 юли 1972 г.) Там обаче срещат Шалке 04 и губят с категоричното 0:5.
През 1972 г. отборът прави дебют на европейската сцена срещу английския Стоук Сити (загуба с 1:3 и победа с 4:0 в реванша). На четвъртфинала следва отстраняване от Борусия Мьонхенгладбах. Третият финал за Купата на Германия (1976 г.) отново е загубен, този път от Хамбургер ШФ с 0:2. Това се случва още веднъж през 1981 г., когато лаутерите губят последната среща с 1:3 от Айнтрахт Франкфурт.
През кампанията 1981/82 „Кайзерслаутерн“ отбелязват най-големия си международен успех дотогава. „Червените дяволи“ достигат до полуфинал в турнира за Купата на УЕФА, където са победени от ИФК Гьотеборг. Преди това, на четвъртфинала е победен колосът Реал Мадрид. След загуба с 1:3 на Сантиаго Бернабеу следва съкрушаваща победа с 5:0!
| 12 май 1963       | След 5-годишно прекъсване Кайзерслаутерн отново е шампион на югозападната оберлига.                                                                                              |
| 11 май 1964       | Лаутерите завършват първия сезон на Бундеслигата на 12 място. |
| 6 април 1968      | Катастрофа в парк Ведау – Кайзерслаутерн губи от Дуисбург като гост с 0:7 – най-голямата загуба в историята на клуба, заедно с 0:7 срещу Борусия Мьонхенгладбах на 23 март 1985. |
| 5 декември 1970   | Щутгарт превзема твърдината Бетценберг с 5:0 и нанася най-голямото домакинско поражение на „червените дяволи“.                                                                   |
| 1 юли 1972        | Загуба във финала за Купата на Германия в Хановер – 0:5 от вицешампиона Шалке 04!                                                                                                |
| 13 септември 1972 | Дебют на европейската сцена с 1:3 срещу Стоук Сити. |
| 20 октомври 1973  | Шампионът на Германия Байерн Мюнхен е разгромен в Кайзерслаутерн: след като повеждат с 4:1, баварците губят с 4:7 като допускат 6 гола за 30 минути!                             |
| 26 юни 1976       | Трети финал за Купата на Германия и трета загуба: 0:2 от Хамбург на стадиона във Франкфурт/Майн.                                                                                 |
| 2 май 1981        | Четвърти финал за Купата на Германия: 1:3 от Айнтрахт Франкфурт на щутгартския Некарщадион.                                                                                      |
| 21 април 1982     | Финалът за Купата на УЕФА е изпуснат на косъм след 1:1 и 1:2 сл. прод в Швеция срещу ИФК Гьотеборг.                                                                              |
| 26 март 1983      | Кайзерслаутерн записва най-изразителната си победа в Първа Бундеслига след 7:0 срещу Карлсруе.                                                                                   |

През сезон 1989/90 отборът попада в зоната за изпадане, но завръщането на треньора Карл-Хайнц Фелдкамп дава нови сили на играчите и те успяват да запазят мястото си в елита. Под негово ръководство се осъществява дългогодишна цел на клуба – Купата на Германия е спечелена, макар и след пет играни финала. На 19 май 1990 г. Вердер Бремен е надигран с 3:2. Следващият сезон поднася нова сензация – „Кайзерслаутерн“ носят сребърната салатиера в Пфалц, Щефан Кунц става „футболист на годината“, „Кайзерслаутерн“ е „отбор на годината“ в Германия за 1991 г. На 23 март 1991 г. „червените дяволи“ побеждават водача в класирането на Първа Бундеслига Байерн Мюнхен с 2:1 (голове на Демир Хотич и Щефан Кунц), изпреварват баварците в таблицата и не изпускат водачеството до края на сезона. Сребърната салатиера е връчена на лаутерите в Кьолн след победа с 6:2 над домакините.
След изненадващата титла през 1991 г. „Кайзерслаутерн“ се закрепва в челните места на германския футбол. За отбелязване е сезонът 1993/94, когато след а победна серия, „червените“ завършват втори след шампионите от Байерн Мюнхен. Футболистите на новия наставник Фридел Рауш остават само на точка зад баварците. Успешно е представянето и от кампанията през 1994/95, когато „Гордостта на Пфалц“ завършва на 3 точни зад шампиона Борусия Дортмунд, но това стига за едва четвъртото място. Все пак и то дава право на участие в европейските клубни турнири.

### От изпадане във Втора Бундеслига до шампион (1996−2001)
Датата е 18 май 1996 г., а часът – 17:05. Маркус Мюнх от Байер Леверкузен вкарва гол и изравнява резултата на мача с „Кайзерслаутерн“ на 1:1. Единадесет минути по-късно „лаутерите“ изпадат за пръв път от Първа Бундеслига в над 30-годишната история на първенството и потапят в скръб цял един регион. През 1994/95 „Кайзерслаутерн“ губи важни играчи в лицето на Чириако Сфорца и Щефан Кунц, които напускат отбора, а тяхното отсъствие не може да се компенсира. Слабите игри на трикратните шампиони водят до закономерно изпадане от първа лига през 1996 г. за пръв път в историята на клуба. В последна среща от сезона „червените дяволи“ играят срещу директния конкурент за оставане в елита Байер Леверкузен и е необходима победа на всяка цена. След като Павел Кука извежда лаутерите напред, леверкузенци изравняват драматично в 82. минута и така безславно слагат край за сезона на своите гости. Само седмица по-късно Купата на Германия е спечелена след успех с 1:0 срещу Карлсруе. Голът пада след изпълнение от пряк свободен удар на Мартин Вагнер и така купата става притежание за втори път на Кайзерслаутерн, но това е само малка утеха на феновете на отбора.
За новия сезон за треньор е привлечен специалистът Ото Рехагел, изградил авторитет през 80-те и началото на 90-те години с отбора на Вердер Бремен. Преди лаутерите Рехагел тренира Байерн Мюнхен, но след като баварците изостават за шампионата от Борусия Дортмунд, „Крал Ото“ бързо е освободен от Франц Бекенбауер. Рехагел е убеден от тогавашния президент на „Кайзерслаутерн“ Юрген Фридрих, че отборът се цели в нещо голямо и има нужда от ново начало с нов наставник. Изненадващо наставникът приема, като по-късно признава, че това е бил авантюристичен ход от негова страна.
Макар и във втора дивизия, спечелената Купа на Германия дава право на участие в турнира на Купата на носителите на национални купи. Още в първия кръг обаче „Кайзерслаутерн“ е елиминиран от югославския представител Цървена звезда – 1:0, 0:4 след продължения. Това поражение не пречи на отбора да се представя повече от убедително във втора дивизия – недопускането на домакинска загуба и само четири загуби като гост водят до бързо връщане в елита, а 7:6 срещу Мепен и до днес си остава най-резултатната среща в историята на германската Втора Бундеслига. Само година след изпадането във втора лига „червените дяволи“ разбиват Любек със 7:0 и така на теория се завръщат в Първа Бундеслига.
През сезона 1997/98 футболните любители в Германия стават свидетели на нещо ново и безпрецедентно – новак в Първа Бундеслига става шампион още в първия си сезон в групата. Тимът на Кайзерслаутерн отново става „Отбор на годината“ за втори път след 1991 г. Още в първия кръг шампионът Байерн Мюнхен е победен на своя Олюмпиащадион след гол на Михаел Шьонберг. От четвъртия кръг, след домакинска победа над Шалке 04, до края „Кайзерслаутерн“ са еднолични водачи, като побеждават баварците, завършили втори, още веднъж – този път след гол на Мариян Христов и автогол на Дитмар Хаман. Отново се губят едва 4 мача за цял шампионат, титлата е спечелена в предпоследния кръг у дома след победа с 4:0 над Волфсбург, а в последната среща за сезона 35 000 привърженици на „Кайзерслаутерн“ пътуват за Хамбург, за да могат да празнуват шампионската салатиера.
Следва участие в Шампионската лига, където се достига до четвъртфинал след отпадане от бъдещия финалист Байерн Мюнхен, и пето място в Бундеслигата след загуба с 1:5 от борещите се за оставане в елита Айнтрахт Франкфурт. Куриозното е, че точно победа с четири гола разлика стига на хесенци, за да не изпаднат и те го постигат. Загубата обаче изважда „лаутерите“ от зона „Шампионска лига“. Все пак целта, поставена преди началото на сезона, а именно европейско участие, е постигната. Това става с помощта на новите попълнения като Марио Баслер и Юри Джоркаеф. Шестте домакински загуби през сезона обаче оставят горчив привкус на сезона.
Раздялата с Ото Рехагел е прибързана, необмислена и плод на емоции – след лошото начало на сезона 2000/01 Кайзерслаутерн печели само 6 точки от 6 мача и наставникът се оттегля от поста си в резултат на натиск от ръководството.

### Финансови проблеми и ново изпадане (2001−2006)
След края на ерата „Рехагел“ „Кайзерслаутерн“ попада в криза от финансово и спортно естество. Някои винят за това привличането на играчи с изградено международно реноме като Тарибо Уест, Щефен Фройнд, Кристиан Нерлингер, Карстен Янкер и Щефан Малц, които обаче не оправдават високите очаквания към тях. Под ръководството на наследника на Рехагел Андреас Бреме успехите изглеждат сигурни: през април 2001 г., малко преди края на сезона, „червените дяволи“ са на полуфинал за Купата на УЕФА, където ще играят с испанския Алавес, а в Първа Бундеслига заемат престижното трето място. Оттогава насам следва тотален срив на резултатите: Депортиво Алавес|Алавес побеждава категорично „лаутерите“, които на свой ред правят катастрофален завършек на сезона в германското първенство и се свличат на осмото място в крайното класиране за 2000/2001. Причините за това се търсят във финансов скандал, породен от тогавашното ръководство в лицето на Юрген Фридрих и Роберт Вишеман.
В началото на новия сезон 2001/02 „Кайзерслаутерн“ печели първите си седем срещи, като по този начин подобрява рекорда на Байерн Мюнхен за най-добър старт на първенство, но отново следват непостоянство на резултатите и закономерно седмо място в края на сезона.
През сезон 2002/03 клубът изглежда сигурен изпадащ, а страховете от фалит са напълно реални. Бреме е освободен и е заменен с легендарния белгийски футболист и опитен треньор Ерик Геретс. Той съумява да вдигне отбора на крака и след сензационен втори полусезон, Кайзерслаутерн е спокоен за бъдещето си в първа лига. Към това „гордостта на Пфалц“ се класира за финал за Купата на Германия, където отстъпва на шампиона Байерн Мюнхен с 1:3. Във финансово естество клубът прави важни крачки към оздравяване под ръководството на изпълнителния директор Рене Йеги и с участието на провинцията Райнланд-Пфалц. Собственият стадион Фриц-Валтер-Щадион също е продаден за целта. За нещастие на верните привърженици на „Кайзерслаутерн“, клубът отново попада под заплаха от изпадане през 2003/04. Геретс е заменен от австриеца Курт Яра, който се превръща в поредния спасител на футбола в региона. Но той така и не успява да си спечели обичта на феновете, които настояват за неговата оставка. И я получават: малко преди края на кампанията 2004/05 австриецът оповестява, че се оттегля от клуба след края на сезона, като оставя отбора на сигурното дванайсето място, без опасност от отпадане. Ръководството обаче се опасява, че наставникът няма достатъчна мотивация да ръководи своите футболисти и прекратява договора му предсрочно. Доволен от свършената работа по оздравяването на клуба Рене Йеги също се оттегля от поста си.
Новото ръководство решава да предприеме „ново начало“ като гради нов отбор от млади и талантливи играчи под ръководството на Михаел Хенке, познат като помощник на Отмар Хитцфелд при спечелените титли и купи на Германия, както и Шампионската лига с Борусия Дортмунд и Байерн Мюнхен. Но следва нов провал – победите при Хенке са крайна рядкост, а отборът се закотвя в дъното на класирането. Уволнението на треньора е логично и ръководството се поема от бившия играч на „лаутерите“ Волфганг Волф, но смяната се оказва закъсняла: отборът изпада за втори път в историята си по драматичен начин след 2:2 срещу преките конкуренти за оставане от Волфсбург на 13 май 2006 г.

### Втора Бундеслига (от 2006 г.)
Въпреки изпадането, членовете на клуба на привържениците се увеличават с 1000 за два месеца и към ноември 2006 г. набояват вече 11 500. Сезонът във втора лига също носи разочарования. Въпреки четвъртото място на полусезона, даващо надежди за класиране в първа лига, пролетният полусезон протича слабо със спечелени едва 23 от 51 възможни точки. Тимът завършва шести, а Волф е освободен преди края на сезона, като е заместен временно от помощника си Волфганг Функел.
Грешката с Михаел Хенке е повторена 2 години по-късно с назначаването на норвежеца Киетил Рекдал, който получава директива да се бори за челно място с млад колектив. Реалността обаче рязко контрастира с поставените цели и Кайзерслаутерн е в зоната за изпадане през зимната пауза, отборът играе слабо като домакин, а първата победа за сезона е постигната едва в 9. кръг срещу Оснабрюк. Търпението на борда на директорите се изчерпва след домакинска загуба от 1860 Мюнхен с 1:2 в 19. кръг и той освобождава Рекдал. До назначението на хърватина Милан Шашич отборът се тренира от Алоис Шварц. През април 2008 г. легендарният нападател на лаутерите Щефан Кунц се завръща на Фриц-Валтер-Щадион като изпълнителен директор на клуба. Това вдъхва нова порция увереност на футболистите, а новият ръководител ги мотивира с думите, че те имат възможността да станат герои само за седем мача. Шашич изумява специалистите като спасява „Кайзерслаутерн“ от изпадане в трета лига след отлична серия (домакински победи над Аугсбург, Алемания Аахен и Санкт Паули) и въпреки че лаутерите преди последния кръг заемат място в зоната на изпадащите, победата с 3:0 срещу Кьолн се оказва достатъчна за оставане във Втора Бундеслига, което дава и начало на продължителни тържества.
През 2008/09 „Кайзерслаутерн“ бележат възход в сравнение с предходната година: въпреки че класирането в Първа Бундеслига не е поставено като цел, отборът заема второ място до зимната пауза след победа над Фрайбург с 2:0. Новите попълнения Анел Джака, Сръджан Лакич, Флориан Дик и Мартин Амедик се сработват добре с Аксел Белингхаузен, Ерик Йендришек, Аймен Демаи и Джош Симпсън. Поради лошата си пролетна серия в гостуванията обаче „лаутерите“ остават само на крачка от мястото за бараж в първа дивизия. Сезонът продължава в борба за попадане в челните места. След тежка загуба от Ханза Росток с 1:5 обаче третото място, даващо право на бараж остава отдалечено на 3 точки и Щефан Кунц изненадващо освобождава Милан Шашич на 4 май 2009 г. следобед. За временно ръководещ тренировките до края на сезона е назначен наставникът на втория отбор Алоис Шварц. Първоначално Шварц има успех и след победата с 1:0 над Аугсбург лаутерите запазват шансове дори за второто място. Тогава обаче идват три последователни загуби от Алемания Аахен (0:1), Дуисбург (4:5) и Фрайбург (3:4). Седмото място е разочароващо за феновете на отбора, а капитанът Белингхаузен, Демаи и Райнерт обявяват, че напускат „Кайзерслаутерн“ от лятото.
През месеците май и юни на 2009 г. привържениците на „лаутерите“ стават свидетели на истинска сага около привличането на новия наставник на отбора. Изпълнителният директор Щефан Кунц получава откази от желаните треньори Бруно Лабадия, Франко Фода и Фридхелм Функел, а когато е постигнато съгласие със селекционера на юношеския национален отбор на Германия Хайко Херлих, мениджърът на футболния съюз Матиас Замер отказва да пусне Херлих в Кайзерслаутерн. След множество спекулации в медиите в продължение на шест седмици, на 18 юни 2009 г. Кунц представя новия треньор Марко Курц.

## Успехи

### Шампионати
- Шампион на Германия (4): 1951, 1953, 1991, 1998;
- Вицешампион на Германия (4): 1948, 1954, 1955, 1994;
- Югозападен шампион (11): 1947, 1948, 1949, 1950, 1951, 1953, 1954, 1955, 1956, 1957, 1963;
- Западен шампион (1): 1909, 1942;
- Вечно класиране на Първа Бундеслига: 8. място, 2025 точки.

### Купи
- Победител в Купата на Германия (2): 1990, 1996;
- Финалист за Купата на Германия (5): 1961, 1972, 1976, 1981, 2003;
- Носител на Суперкупата на Германия (1): 1991;
- Шампион на Германия по футзал (1): 1997.

### Международни успехи
- Полуфинал за Купата на УЕФА (2): 1981/82, 2000/01;
- Четвъртфинал за Шампионската лига (1): 1998/99;
- Победител в турнира Интертото (3): 1975, 1988, 1989.

### Други отличия
- Отбор на годината в Германия (2): 1991, 1998

Кайзерслаутерн е бил водач в класирането на Първа Бундеслига общо 89 пъти (до април 2009). През 1994 г. Щефан Кунц е топ-реализатор на Бундеслигата с 18 попадения (заедно с Тони Йебоа).

## Статистика
Преди началото на сезон 2009/10 на Първа Бундеслига „Кайзерслаутерн“ заема осмо място във вечната класация на германските първодивизионни отбори с 1424 срещи (558 победи, 354 равенства, 512 загуби) и голова разлика 2276:2239 с 2025 точки, като само година преди това е бил на шестото място. Впоследствие Борусия Мьонхенгладбах и Кьолн изпреварват „червените дяволи“, които от 2006 г. насам отсъстват от германския елит. Класацията водят Байерн Мюнхен, следвани от Вердер Бремен, Хамбург, Щутгарт и Борусия Дортмунд. До 1996 г. „Кайзерслаутерн“, Кьолн и Хамбург са трите отбора, които участват в абсолютно всички издания на Първа Бундеслига от създаването ѝ през 1963 г. След това „лаутерите“ прекарват един сезон във Втора Бундеслига, а „козлите“ ги последват през 1998 г., правейки „червените шорти“ единствения тим без пропуснат сезон. До 2006 г., когато Кайзерслаутерн изпадат отново във втора дивизия, „червените дяволи“ и Вердер Бремен следват Хамбург със само една пропусната кампания. Байерн Мюнхен имат две „отсъствия“.

### Кайзерслаутерн от създаването на Първа Бундеслига (1963 до 2009)
| Лига             | Сезон       | Победи | Равни | Загуби | Баланс             | Голове | Бележка                | Купа на Германия                              |
| ---------------- | ----------- | ------ | ----- | ------ | ------------------ | ------ | ---------------------- | --------------------------------------------- |
| Първа Бундеслига | 1963 – 1964 | 10     | 6     | 14     | 12. място/26 точки | 48:69  | -                      | 1/8 Финал – 2:4 1860 Мюнхен                   |
| Първа Бундеслига | 1964 – 1965 | 11     | 3     | 16     | 13. място/25 точки | 41:53  | -                      | 1/8 Финал – 1:3 Хановер 96                    |
| Първа Бундеслига | 1965 – 1966 | 8      | 10    | 16     | 15. място/26 точки | 42:65  | -                      | 1/2 Финал – 3:4 Дуисбург                      |
| Първа Бундеслига | 1966 – 1967 | 13     | 12    | 9      | 5. място/38 точки  | 43:42  | -                      | 1/8 Финал – 0:0 и 0:1 Кикерс Офенбах          |
| Първа Бундеслига | 1967 – 1968 | 8      | 12    | 14     | 16. място/28 точки | 39:67  | -                      | 1.кръг – 0:1 Щутгарт                          |
| Първа Бундеслига | 1968 – 1969 | 12     | 6     | 16     | 15. място/30 точки | 45:47  | -                      | 1/2 Финал – 1:1 и 1:3 Шалке 04                |
| Първа Бундеслига | 1969 – 1970 | 10     | 12    | 12     | 10. място/32 точки | 44:55  | -                      | 1.кръг – 0:1 Вупертал                         |
| Първа Бундеслига | 1970 – 1971 | 15     | 4     | 15     | 08. място/34 точки | 54:57  | -                      | 1/8 Финал – 1:1 и 0:5 Байерн Мюнхен           |
| Първа Бундеслига | 1971 – 1972 | 14     | 7     | 13     | 7. място/35 точки  | 59:53  | Класиране за Купа УЕФА | Финал – 0:5 Шалке 04                          |
| Първа Бундеслига | 1972 – 1973 | 12     | 10    | 12     | 9. място/34 точки  | 58:68  | -                      | 1/4 Финал – 1:2 и 1:3 Борусия Мьонхенгладбах  |
| Първа Бундеслига | 1973 – 1974 | 15     | 8     | 11     | 6. място/38 точки  | 80:69  | -                      | 1/4 Финал – 2:2 и 2:3 Кикерс Офенбах          |
| Първа Бундеслига | 1974 – 1975 | 13     | 5     | 16     | 13. място/31 точки | 56:55  | -                      | 3.кръг – 2:3 сл.прод. Фортуна Дюселдорф       |
| Първа Бундеслига | 1975 – 1976 | 15     | 7     | 12     | 7. място/37 точки  | 66:60  | Класиране за Купа УЕФА | Финал – 0:2 Хамбург                           |
| Първа Бундеслига | 1976 – 1977 | 12     | 5     | 17     | 13. място/29 точки | 53:59  | -                      |                                               |
| Първа Бундеслига | 1977 – 1978 | 16     | 4     | 14     | 8. място/36 точки  | 64:63  | -                      |                                               |
| Първа Бундеслига | 1978 – 1979 | 16     | 11    | 7      | 3. място/43 точки  | 62:47  | Класиране за Купа УЕФА | 3.кръг – 1:2 Зюдвест Лудвихсхафен             |
| Първа Бундеслига | 1979 – 1980 | 18     | 5     | 11     | 4. място/41 точки  | 75:53  | Класиране за Купа УЕФА | 2.кръг – 0:4 Дармщадт 98                      |
| Първа Бундеслига | 1980 – 1981 | 17     | 10    | 7      | 4. място/44 точки  | 60:37  | Класиране за Купа УЕФА | Финал – 1:3 Айнтрахт Франкфурт                |
| Първа Бундеслига | 1981 – 1982 | 16     | 10    | 8      | 4. място/42 точки  | 70:61  | Класиране за Купа УЕФА | 1.кръг – 0:1 Вердер Бремен                    |
| Първа Бундеслига | 1982 – 1983 | 14     | 13    | 7      | 6. място/41 точки  | 57:44  | Класиране за Купа УЕФА | 1.кръг – 2:3 Франкфурт                        |
| Първа Бундеслига | 1983 – 1984 | 12     | 6     | 16     | 12. място/30 точки | 68:69  | -                      | 2.кръг – 4:5 сл.прод. Карлсруе                |
| Първа Бундеслига | 1984 – 1985 | 11     | 11    | 12     | 11. място/33 точки | 56:60  | -                      | 1.кръг – 0:5 Байер Леверкузен                 |
| Първа Бундеслига | 1985 – 1986 | 10     | 10    | 14     | 11. място/30 точки | 49:54  | -                      | 1/4 Финал – 0:3 Байерн Мюнхен                 |
| Първа Бундеслига | 1986 – 1987 | 15     | 7     | 12     | 7. място/37 точки  | 64:51  | -                      | 1.кръг – 0:3 Ремшайд                          |
| Първа Бундеслига | 1987 – 1988 | 11     | 7     | 16     | 14. място/29 точки | 53:62  | -                      | 1/8 Финал – Хамбург                           |
| Първа Бундеслига | 1988 – 1989 | 10     | 13    | 11     | 9. място/33 точки  | 47:44  | -                      | 1/4 Финал – 0:4 Щутгарт                       |
| Първа Бундеслига | 1989 – 1990 | 10     | 11    | 13     | 12. място/31 точки | 42:55  | -                      | Победител – 3:2 Вердер Бремен                 |
| Първа Бундеслига | 1990 – 1991 | 19     | 10    | 5      | 1. място/48 точки  | 72:45  | Шампион на Германия    |                                               |
| Първа Бундеслига | 1991 – 1992 | 17     | 10    | 11     | 5. място/44 точки  | 58:42  | Класиране за Купа УЕФА | 1/4 Финал – 0:2 Вердер Бремен                 |
| Първа Бундеслига | 1992 – 1993 | 13     | 9     | 12     | 8. място/35 точки  | 50:40  | -                      | 2.кръг – 0:1 Байер Леверкузен                 |
| Първа Бундеслига | 1993 – 1994 | 18     | 7     | 9      | 2. място/43 точки  | 64:36  | Класиране за Купа УЕФА | 1/4 Финал – 5:6 сл.дузпи Вердер Бремен        |
| Първа Бундеслига | 1994 – 1995 | 17     | 12    | 5      | 4. място/46 точки  | 58:41  | Класиране за Купа УЕФА | 1/2 Финал 0:1 сл.прод. Борусия Мьонхенгладбах |
| Първа Бундеслига | 1995 – 1996 | 6      | 18    | 10     | 16. място/36 точки | 31:37  | -                      | Победител – 1:0 Карлсруе                      |
| Втора Бундеслига | 1996 – 1997 | 19     | 11    | 4      | 1. място/68 точки  | 74:28  | -                      | 1.кръг – 0:1 Гройтер Фюрт                     |
| Първа Бундеслига | 1997 – 1998 | 19     | 11    | 4      | 1. място/68 точки  | 63:39  | Шампион на Германия    | 1/8 Финал – 1:2 Байерн Мюнхен                 |
| Първа Бундеслига | 1998 – 1999 | 17     | 6     | 11     | 5. място/57 точки  | 51:47  | Класиране за Купа УЕФА | 2.кръг – 5:6 сл.дузпи Бохум                   |
| Първа Бундеслига | 1999 – 2000 | 15     | 5     | 14     | 5. място/50 точки  | 54:59  | Класиране за Купа УЕФА | 3.кръг – 5:6 сл.дузпи Вердер Бремен           |
| Първа Бундеслига | 2000 – 2001 | 15     | 5     | 14     | 8. място/50 точки  | 49:54  | -                      | 2.кръг – 1:5 Борусия Мьонхенгладбах           |
| Първа Бундеслига | 2001 – 2002 | 17     | 5     | 12     | 7. място/56 точки  | 62:53  | -                      | 1/4 Финал – 3:5 сл.дузпи Байерн Мюнхен        |
| Първа Бундеслига | 2002 – 2003 | 10     | 10    | 14     | 14. място/40 точки | 40:42  | -                      | Финал – 1:3 Байерн Мюнхен                     |
| Първа Бундеслига | 2003 – 2004 | 11     | 6     | 17     | 15. място/36 точки | 39:62  | -                      | 1.кръг – 1:4 Айнтрахт Брауншвайг              |
| Първа Бундеслига | 2004 – 2005 | 12     | 6     | 16     | 12. място/42 точки | 43:52  | -                      | 2.кръг – 7:8 сл.дузпи Шалке 04                |
| Първа Бундеслига | 2005 – 2006 | 8      | 9     | 17     | 16. място/33 точки | 47:71  | -                      | 1/8 Финал – 4:5 сл.дузпи Майнц 05             |
| Втора Бундеслига | 2006 – 2007 | 13     | 14    | 7      | 6. място/53 точки  | 48:34  | -                      | 2.кръг – 0:1 Байерн Мюнхен                    |
| Втора Бундеслига | 2007 – 2008 | 9      | 12    | 13     | 13. място/39 точки | 37:37  | -                      | 2.кръг – 1:2 Рот-Вайс Есен                    |
| Втора Бундеслига | 2008 – 2009 | 15     | 7     | 12     | 7. място/52 точки  | 53:48  | -                      | 1.кръг – 1:2 Карл Цайс Йена                   |

### Кайзерслаутерн в Европа
- ГФ = Групова фаза
- 1. Кр. = Първи кръг
- 2. Кр. = Втори кръг
- 1/8 = Осминафинал
- 1/4 = Четвъртфинал
- 1/2 = Полуфинал

| Сезон   | Турнир          | Кръг   | Страна | Клуб                   | Резултат                       |
| ------- | --------------- | ------ | ------ | ---------------------- | ------------------------------ |
| 1972/73 | Купа на УЕФА    | 1. Кр. |        | Стоук Сити             | 1 – 3, 4 – 0                   |
|         |                 | 2. Кр. |        | Барейро                | 3 – 1, 0 – 1                   |
|         |                 | 1/8    |        | Арарат Ереван          | 0 – 2, 2 – 0 (5 – 4 сл. дузпи) |
|         |                 | 1/4    |        | Борусия Мьонхенгладбах | 1 – 2, 1 – 7                   |
| 1976/77 | Купа на УЕФА    | 1. Кр. |        | Еносис Неон Паралимни  | 3 – 1, 8 – 0                   |
|         |                 | 2. Кр. |        | Фейенорд               | 2 – 2, 0 – 5                   |
| 1979/80 | Купа на УЕФА    | 1. Кр. |        | Цюрих                  | 3 – 1, 5 – 1                   |
|         |                 | 2. Кр. |        | Спортинг Лисабон       | 1 – 1, 2 – 0                   |
|         |                 | 1/8    |        | Дьошгьор               | 2 – 0, 6 – 1                   |
|         |                 | 1/4    |        | Байерн Мюнхен          | 1 – 0, 1 – 4                   |
| 1980/81 | Купа на УЕФА    | 1. Кр. |        | Андерлехт              | 1 – 0, 2 – 3                   |
|         |                 | 2. Кр. |        | Стандард Лиеж          | 1 – 2, 1 – 2                   |
| 1981/82 | Купа на УЕФА    | 1. Кр. |        | Академик (София)       | 1 – 0, 2 – 1                   |
|         |                 | 2. Кр. |        | Спартак (Москва)       | 1 – 2, 4 – 0                   |
|         |                 | 1/8    |        | Локерен                | 0 – 1, 4 – 1                   |
|         |                 | 1/4    |        | Реал Мадрид            | 1 – 3, 5 – 0                   |
|         |                 | 1/2    |        | ИФК Гьотеборг          | 1 – 1, 1 – 2                   |
| 1982/83 | Купа на УЕФА    | 1. Кр. |        | Трабзонспор            | 3 – 0, 3 – 0                   |
|         |                 | 2. Кр. |        | Наполи                 | 2 – 1, 2 – 0                   |
|         |                 | 1/8    |        | ФК Севиля              | 0 – 1, 4 – 0                   |
|         |                 | 1/4    |        | Университатя Крайова   | 3 – 2, 0 – 1                   |
| 1983/84 | Купа на УЕФА    | 1. Кр. |        | ФК Уотфорд             | 3 – 1, 0 – 3                   |
| 1990/91 | КНК             | 1. Кр. |        | Сампдория              | 2 – 0, 4 – 0                   |
| 1991/92 | Шампионска лига | 1. Кр. |        | Етър (Велико Търново)  | 2 – 0, 1 – 1                   |
|         |                 | 2. Кр. |        | ФК Барселона           | 0 – 2, 3 – 1                   |
| 1992/93 | Купа на УЕФА    | 1. Кр. |        | Фрам Рейкявик          | 3 – 0, 4 – 0                   |
|         |                 | 2. Кр. |        | ФК Шефилд Уензди       | 3 – 1, 2 – 2                   |
|         |                 | 1/8    |        | Аякс Амстердам         | 0 – 2, 0 – 1                   |
| 1994/95 | Купа на УЕФА    | 1. Кр. |        | Акранес                | 4 – 1, 4 – 0                   |
|         |                 | 2. Кр. |        | Оденсе                 | 1 – 1, 0 – 0                   |
| 1995/96 | Купа на УЕФА    | 1. Кр. |        | Слован Братислава      | 1 – 2, 3 – 0                   |
|         |                 | 2. Кр. |        | Реал Бетис             | 1 – 3, 0 – 1                   |
| 1996/97 | КНК             | 1. Кр. |        | Цървена звезда         | 1 – 0, 0 – 4                   |
| 1998/99 | Шампионска лига | ГФ     |        | Бенфика                | 1 – 0, 1 – 2                   |
|         |                 | ГФ     |        | ХЯК Хелзинки           | 0 – 0, 5 – 2                   |
|         |                 | ГФ     |        | ПСВ Айндховен          | 2 – 1, 3 – 1                   |
|         |                 | 1/4    |        | Байерн Мюнхен          | 0 – 2, 0 – 4                   |
| 1999/00 | Купа на УЕФА    | 1. Кр. |        | Килмарнък              | 3 – 0, 2 – 0                   |
|         |                 | 2. Кр. |        | Тотнъм                 | 0 – 1, 2 – 0                   |
|         |                 | 3. Кр. |        | Ланс                   | 2 – 1, 1 – 4                   |
| 2000/01 | Купа на УЕФА    | 1. Кр. |        | Бохемианс              | 3 – 1, 0 – 1                   |
|         |                 | 2. Кр. |        | Ираклис Солун          | 3 – 1, 2 – 3                   |
|         |                 | 3. Кр. |        | Глазгоу Рейнджърс      | 0 – 1, 3 – 0                   |
|         |                 | 1/8    |        | Славия Прага           | 0 – 0, 1 – 0                   |
|         |                 | 1/4    |        | ПСВ Айндховен          | 1 – 0, 1 – 0                   |
|         |                 | 1/2    |        | Депортиво Алавес       | 1 – 5, 1 – 4                   |
| 2002    | УЕФА Интертото  | 3. Кр. |        | Теплице                | 2 – 1, 0 – 4                   |
| 2003/04 | Купа на УЕФА    | 1. Кр. |        | Теплице                | 1 – 2, 0 – 1                   |

### Играчи с най-много срещи
|           | Име               | Брой срещи | Дата на първата среща | Дата на последната среща | Голове (дузпи) |
| --------- | ----------------- | ---------- | --------------------- | ------------------------ | -------------- |
| Германия  | Вернер Мелцер     | 374        | 24 август 1974        | 26 април 1986            | 31(0)          |
| Германия  | Дитмар Швагер     | 320        | 22 август 1964        | 14 юни 1975              | 2(0)           |
| Германия  | Ернст Дийл        | 314        | 4 ноември 1967        | 4 февруари 1978          | 18(7)          |
| Германия  | Йозеф Пирунг      | 304        | 30 август 1969        | 24 март 1981             | 61(5)          |
| Германия  | Аксел Роос        | 303        | 25 август 1984        | 30 септември 2000        | 17(0)          |
| Германия  | Гералд Ерман      | 292        | 25 август 1984        | 9 декември 1995          | 0(0)           |
| Германия  | Райнер Гайе       | 290        | 6 август 1977         | 26 април 1986            | 47(1)          |
| Швеция    | Рони Хелстрьом    | 266        | 24 август 1974        | 26 май 1984              | 0(0)           |
| Германия  | Волфганг Волф     | 248        | 12 август 1978        | 21 май 1988              | 11(0)          |
| Германия  | Андреас Бреме     | 242        | 8 август 1981         | 9 май 1998               | 43(23)         |
| Германия  | Ханс-Петер Бригел | 240        | 10 април 1976         | 26 май 1984              | 47(12)         |
| Германия  | Йоханес Ридл      | 215        | 24 август 1974        | 6 юни 1981               | 31(6)          |
| Германия  | Михаел Дузек      | 210        | 19 януари 1980        | 11 септември 1987        | 10(0)          |
| Чехия     | Мирослав Кадлец   | 210        | 11 август 1990        | 9 май 1998               | 16(1)          |
| Германия  | Клаус Топмьолер   | 204        | 3 февруари 1973       | 8 септември 1979         | 108(6)         |
| Германия  | Юрген Гро         | 197        | 14 август 1976        | 10 юни 1989              | 3(0)           |
| Швейцария | Чириако Сфорца    | 192        | 7 август 1993         | 17 април 2005            | 20(0)          |
| Германия  | Хари Кох          | 187        | 11 август 1995        | 24 май 2003              | 17(9)          |
| Германия  | Райнхард Майер    | 184        | 11 август 1973        | 15 ноември 1980          | 21(6)          |
| Германия  | Волфганг Шнар     | 182        | 24 август 1963        | 3 май 1970               | 0(0)           |
| Германия  | Маркус Шуп        | 177        | 2 февруари 1985       | 15 юни 1991              | 16(2)          |
| Германия  | Щефан Кунц        | 170        | 28 юли 1989           | 17 юни 1995              | 75(17)         |
| Германия  | Мартин Вагнер     | 169        | 14 август 1992        | 18 март 2000             | 23(2)          |
| Германия  | Фриц Фукс         | 168        | 16 август 1969        | 25 януари 1975           | 12(1)          |

### Играчи с най-много голове
|               | Име                | Общо голове | Голове от дузпи | Брой мачове |
| ------------- | ------------------ | ----------- | --------------- | ----------- |
| Германия      | Клаус Топмьолер    | 108         | 6               | 204         |
| Германия      | Щефан Кунц         | 75          | 17              | 170         |
| Германия      | Томас Алофс        | 61          | 3               | 126         |
| Германия      | Йозеф Пирунг       | 61          | 5               | 304         |
| Швеция        | Роланд Сандберг    | 60          | 0               | 118         |
| Германия      | Олаф Маршал        | 49          | 4               | 144         |
| Германия      | Ханс-Петер Бригел  | 47          | 12              | 240         |
| Германия      | Райнер Гайе        | 47          | 1               | 290         |
| Германия      | Харалд Кор         | 45          | 4               | 86          |
| Германия      | Мирослав Клозе     | 44          | 4               | 120         |
| Германия      | Андреас Бреме      | 43          | 23              | 242         |
| Чехия         | Павел Кука         | 39          | 1               | 96          |
| Германия      | Карл-Хайнц Фогт    | 39          | 4               | 96          |
| Швеция        | Бени Вендт         | 35          | 0               | 116         |
| Чехия         | Вратислав Локвенц  | 36          | 0               | 116         |
| Германия      | Волфрам Вутке      | 32          | 13              | 112         |
| Германия      | Вили Райтгасл      | 31          | 6               | 129         |
| Германия      | Йоханес Ридл       | 31          | 6               | 215         |
| Знаме на СФРЮ | Идриз Хосич        | 31          | 1               | 74          |
| Германия      | Вернер Мелцер      | 31          | 0               | 374         |
| Германия      | Франк Хартман      | 30          | 1               | 99          |
| Германия      | Юрген Фридрих      | 26          | 3               | 158         |
| Знаме на СФРЮ | Демир Хотич        | 26          | 0               | 100         |
| България      | Мариян Христов     | 26          | 0               | 146         |
| Германия      | Норберт Айленфелдт | 25          | 4               | 127         |

### Рекорди
- Най-изразителни домакински победи: 7:0 срещу Любек (Втора Бундеслига 1996/97),7:0 срещу Карлсруе (Първа Бундеслига 1982/83), 7:1 срещу Рот-Вайс Есен (Първа Бундеслига 1976/77), 6:0 срещу Ханза Росток (Втора Бундеслига 2008/09), 6:0 срещу Щутгартер Кикерс (Първа Бундеслига 1988/89), 6:0 срещу Кьолн (Първа Бундеслига 1984/85), 6:0 срещу Арминия Билефелд (Първа Бундеслига 1983/84), 6:0 срещу Щутгарт (Първа Бундеслига 1974/75), 6:0 срещу Борусия Дортмунд (Първа Бундеслига 1971/72), 6:1 срещу Щутгарт (Първа Бундеслига 1988/89), 6:1 срещу Байер Юрдинген (Първа Бундеслига 1984/85);
- Най-изразителни победи като гост: 7:1 срещу Дуисбург (Първа Бундеслига 1993/94), 6:0 срещу Саарбрюкен (Първа Бундеслига 1985/86), 5:0 срещу Байер Юрдинген (Първа Бундеслига 1992/93), 5:0 срещу Нюрнберг (Първа Бундеслига 1963/64), 7:3 срещу Байер Юрдинген (Първа Бундеслига 1990/91), 6:2 срещу Кьолн (Първа Бундеслига 1990/91), 5:1 срещу Фортуна Дюселдорф (Първа Бундеслига 1983/84), 4:0 срещу 1860 Мюнхен (Първа Бундеслига 2001/02), 4:0 срещу 1860 Мюнхен (Първа Бундеслига 2000/01), 4:0 срещу Валдхоф Манхайм (Първа Бундеслига 1988/89);
- Най-изразителни домакински загуби: 0:5 срещу Щутгарт (Първа Бундеслига 1970/71), 0:4 срещу Байерн Мюнхен (Първа Бундеслига 2004/05), 0:4 срещу Хамбург (Първа Бундеслига 1986/87), 0:4 срещу ФФБ Щутгарт|Щутгарт (Първа Бундеслига 1977/78), 1:5 срещу Вердер Бремен (Първа Бундеслига 2005/06), 0:3 срещу Дуисбург (Втора Бундеслига 1996/97), 0:3 срещу Хамбург (Първа Бундеслига 2005/06), 0:3 срещу Байер Леверкузен (Първа Бундеслига 1997/98), 0:3 срещу Валдхоф Манхайм (Първа Бундеслига 1988/89), 0:3 срещу Хамбургер ШФ|Хамбург (Първа Бундеслига 1987/88), 0:3 срещу Нюрнберг (Първа Бундеслига 1985/86), 0:3 срещу Борусия Мьонхенгладбах (Първа Бундеслига 1977/78), 0:3 срещу Борусия Мьонхенгладбах (Първа Бундеслига 1975/76);
- Най-изразителни загуби като гост: 0:7 срещу Борусия Мьонхенгладбах (Първа Бундеслига 1984/85), 0:7 срещу Дуисбург (Първа Бундеслига 1967/68), 0:6 срещу Байер Леверкузен (Първа Бундеслига 2003/04), 0:6 срещу Байерн Мюнхен (Първа Бундеслига 1972/73), 0:6 срещу Айнтрахт Франкфурт (Първа Бундеслига 1965/66), 2:8 срещу Борусия Мьонхенгладбах (Първа Бундеслига 1967/68), 3:9 срещу Борусия Дортмунд (Първа Бундеслига 1963/64), 0:5 срещу Кобленц (Втора Бундеслига 2008/09), 0:5 срещу Вердер Бремен (Първа Бундеслига 1999/00), 0:5 срещу Шалке 04 (Първа Бундеслига 1987/88), 0:5 срещу Байерн Мюнхен (Първа Бундеслига 1985/86), 0:5 срещу Щутгарт (Първа Бундеслига 1984/85), 0:5 срещу Борусия Мьонхенгладбах (Първа Бундеслига 1970/71), 0:5 срещу Кьолн (Първа Бундеслига 1967/68).

## Отбор

### Професионален отбор
| №             |         | Играч             | Рождена дата      | В отбора от | См      | Кг      | Мач.    | Гол.    | Предишни клубове                                                                                                |
| Вратари       | Вратари | Вратари           | Вратари           | Вратари     | Вратари | Вратари | Вратари | Вратари | Вратари |
| ------------- | ------- | ----------------- | ----------------- | ----------- | ------- | ------- | ------- | ------- | --- |
| 1             |         | Тобиас Зипел      | 22 март 1988      | 1998        | 180     | 79      | 40      | 0       | Бад Дюркхайм |
| 29            |         | Кевин Трап        | 8 юли 1990        | 2005        | 189     | 83      | 2       | 0       | Метлах, Бахем, Бротдорф                                                                                         |
| 35            |         | Луис Роблес       | 11 май 1984       | 2007        | 185     | 86      | 20      | 0       | Портланд Юнивърсити                                                                                             |
| Защитници     |         |                   |                   |             |         |         |         |         | |
| 2             |         | Муса Уатара       | 31 декември 1981  | 2006        | 191     | 93      | 61      | 1       | Легия Варшава, Кретей, Тур, КРК Генк, АСФА/Йененга Уагадугу, Бобо-Диоласо                                       |
| 3             |         | Дарио Дамянович   | 23 юли 1981       | 2009        | 189     | 83      | 10      | 0       | Луч-Енергия Владивосток, Хайдук Сплит, Модрица Максима, Раднички Обреновац, Борац Самац                         |
| 5             |         | Мартин Амедик     | 6 септември 1982  | 2008        | 194     | 88      | 31      | 4       | Борусия Дортмунд, Айнтрахт Брауншвайг, Арминия Билефелд, Падерборн, Делбрюк                                     |
| 6             |         | Матиас Абел       | 22 юни 1981       | 2008        | 188     | 85      | 0       | 0       | Шалке 04, Хамбург, Шалке 04, Майнц 05, Борусия Дортмунд, Айнтрахт Бад Кройцнах, Кайзерслаутерн, Визентхалерхоф  |
| 13            |         | Марио Клингер     | 27 декември 1986  | 2008        | 185     | 83      | 0       | 0       | Рот-Вайс Есен, Хесен Касел, Шалке 04, ПСВ Есен                                                                  |
| 14            |         | Мануел Хорних     | 18 декември 1982  | 2008        | 190     | 85      | 13      | 1       | Кикерс Офенбах, Саарбрюкен, Хауенщайн, Карлсруе, Олюмпиа Райнцаберн                                             |
| 17            |         | Александер Бугера | 8 август 1978     | 2007        | 180     | 75      | 32      | 0       | Дуисбург, Байерн Мюнхен, Унтерхахинг, МШФ Дуисбург\|Дуисбург, Байерн Мюнхен, Амберг                             |
| 18            |         | Кристоф Бухнер    | 23 юли 1989       | 2009        | 187     | 77      | 0       | 0       | Вакер Бургхаузен, ТуС Гархинг                                                                                   |
| 20            |         | Родней            | 11 септември 1985 | 2009        | 190     | 91      | 0       | 0       | Херта Берлин, Ягельоня Бялисток, ФК Вилнюс, Жувентуде                                                           |
| 23            |         | Флориан Дик       | 9 ноември 1984    | 2008        | 184     | 84      | 31      | 3       | Карлсруе, Хамбрюкен                                                                                             |
| 25            |         | Даниел Павлович   | 22 април 1988     | 2009        | 184     | 76      | 0       | 0       | Шафхаузен, Фрайбург, Санкт Гален, Роршах                                                                        |
| 28            |         | Марсел Корея      | 16 май 1989       | 1995        | 186     | 76      | 0       | 0       | |
| 30            |         | Фабиан Мюлер      | 6 ноември 1986    | 2009        | 175     | 68      | 8       | 0       | Ерцгебирге Ауе, Байерн Мюнхен, Бишофсвийзен                                                                     |
| Полузащитници |         |                   |                   |             |         |         |         |         | |
| 4             |         | Бастиан Шулц      | 10 юли 1985       | 2009        | 184     | 77      | 0       | 0       | Хановер 96, Алтвармбюхен                                                                                        |
| 7             |         | Драган Палич      | 8 април 1983      | 2008        | 175     | 71      | 29      | 2       | Хофенхайм, Олюмпия Лаупхайм, 1860 Мюнхен, Щарнберг 09, Блайхах                                                  |
| 8             |         | Сидни Сам         | 31 януари 1988    | 2008        | 174     | 70      | 26      | 4       | Хамбург, Холщайн Кил, Килия Кил, Метенхоф                                                                       |
| 10            |         | Анел Джака        | 19 септември 1980 | 2008        | 179     | 78      | 28      | 3       | Кобленц, Оснабрюк, Байер Леверкузен, Германия Дюрвис, Алемания Аахен                                            |
| 11            |         | Дани Фукс         | 25 февруари 1976  | 2009        | 178     | 78      | 13      | 1       | Бохум, Гройтер Фюрт, Карлсруе, 1860 Мюнхен, Веен Висбаден, Хале, Мотор Кьотен, Трактор Квелендорф               |
| 15            |         | Жорж Манджек      | 9 декември 1988   | 2009        | 183     | 72      | 10      | 0       | Щутгарт, Кайзерслаутерн, ФФБ Щутгарт\|Щутгарт, КСА Дуала                                                        |
| 19            |         | Иржи Билек        | 4 ноември 1983    | 2009        | 183     | 73      | 4       | 0       | Слован Либерец, Хмел Блсани, Сполана Нератовице, Спарта Прага                                                   |
| 21            |         | Пиер де Вит       | 26 септември 1987 | 2010        | 172     | 70      | 3       | 0       | Байер Леверкузен, Оснабрюк, Байер Леверкузен, Кьолн Вайлер-Фолкхофен                                            |
| 22            |         | Иво Иличевич      | 14 ноември 1986   | 2009        | 174     | 65      | 0       | 0       | Гройтер Фюрт, Бохум, Дармщадт 98, Викториа Ашафенбург, Зюдринг Ашафенбург, Кикерс Офенбах                       |
| 37            |         | Рики Пинейро      | 1 февруари 1989   | 1993        | 185     | 74      | 8       | 1       | |
| 38            |         | Саша Котиш        | 2 октомври 1988   | 2000        | 188     | 78      | 43      | 0       | Гауерсхайм |
| Нападатели    |         |                   |                   |             |         |         |         |         | |
| 9             |         | Сръджан Лакич     | 2 октомври 1983   | 2008        | 186     | 81      | 25      | 12      | Херта Берлин, Хераклес Алмело, Херта Берлин, Камен Инград, Хърватски Драголовац Загреб, Дубровник, Хайдук Сплит |
| 24            |         | Кай Хесе          | 20 юни 1985       | 2008        | 187     | 81      | 21      | 2       | Хофенхайм, Любек, Шалке 04, Менден, Шпортфройнде Йострих-Изерлон                                                |
| 26            |         | Ерик Йендришек    | 26 октомври 1986  | 2007        | 176     | 74      | 59      | 19      | Хановер 96, Ружомберок, Дръщевник Длъха над Ораву                                                               |
| 31            |         | Алпер Акджам      | 1 септември 1987  | 2001        | 178     | 74      | 13      | 0       | Бавариа Ебернбург                                                                                               |
| 32            |         | Адам Немец        | 2 септември 1985  | 2009        | 190     | 84      | 1       | 1       | КРК Генк, Ерцгебирге Ауе, Жилина, Дубница над Вахом, Жарновица                                                  |

### Треньорски щаб и ръководство
На 18 юни 2009 г. за старши треньор е привлечен 40-годишният Марко Курц, работил преди това в 1860 Мюнхен. Асистент-треньор е директорът по спортно-техническите въпроси Роджер Лутц, а на свой ред бившият играч на клуба Марко Хабер е негов асистент в административните дела. Преди това старши треньор на „Кайзерслаутерн“ от 4 май до 18 юни 2009 г. е Алоис Шварц. От сезон 2008/09 Фуат Килич е привлечен като помощник-треньор, но след уволнението на Милан Шашич е преквалифициран на скаут. Треньор на вратарите е дългогодишният страж на „червените дяволи“ Гералд Ерман, който тренира и развива таланта на вратари като Роберт Енке, Рене Адлер, Роман Вайденфелер, Тим Вийзе и Флориан Фромловиц.
Изпълнителен директор на „Кайзерслаутерн“ от 8 април 2008 г. е бившият футболист на клуба Щефан Кунц, а Йоханес Олингер е финансов директор. Управителният съвет на „Кайзерслаутерн“ се състои от 9 членове, 5 от които се избират от събранието на членовете. На 3 декември 2008 г. събранието на членовете избира следните ръководители: Дитер Ромбах, Мартин Зестер, Отмар Френгер, Герхард Тайс и Герхард Щайнебах. За председател на управителния съвет е утвърден Дитер Ромбах.
|  | Име                    | Длъжност                          |
|  | ---------------------- | --------------------------------- |
|  | Щефан Кунц             | Представител на ръководството     |
|  | Д-р Йоханес Олингер    | Ръководител                       |
|  | Проф. д-р Дитер Ромбах | Председател на управителния съвет |
|  | Йенс Бройних           | Маркетинг и търговия              |
|  | Марко Курц             | Старши треньор                    |
|  | Роджер Лутц            | Помощник-треньор и тим-мениджър   |
|  | Гералд Ерман           | Треньор на вратарите              |
|  | Оливер Шефер           | Треньор по физическата подготовка |
|  | Франк Леле             | Ръководител на младежката школа   |
|  | Д-р Улрих Шмийден      | Лекар на отбора                   |
|  | Д-р Клаудиа Талер      | Лекар на отбора                   |
|  | Д-р Щефан Талер        | Лекар на отбора                   |
|  | Дирк Пагенстехер       | Физиотерапевт                     |
|  | Хайнц Босерт           | Масажист                          |
|  | Кристиан Грубер        | Пресаташе и говорител             |

### Стадион
Фриц-Валтер-Щадион в Кайзерслаутерн е построен през 1920 г. Стадионът и прилежащата улица са кръстени на легендарния капитан на „червените дяволи“ и германския национален отбор в годините след Втората световна война. Съоръжението е построено на хълма Бетценберг, чиито стръмни склонове биват изкачвани от желаещите да гледат на живо мачовете на стадиона. Поради високото си разположение стадионът може да бъде видян ясно от града и като цяло доминира пейзажа в Кайзерслаутерн (град)|Кайзерслаутерн. Капацитетът му е 48 500 места, като претърпява основен ремонт за Световното първенство 2006 в областта на главната трибуна и покрива. Той е арена на четири мача от първата фаза на турнира и един осминафинал.

### Фенове
Фриц-Валтер-Щадион дълго време е бил страховито място за всеки гостуващ отбор, поради близостта на трибуните до терена и яростната подкрепа на местните привърженици. Ултрасите на Кайзерслаутерн наблюдават срещите на своя отбор от западната трибуна. Най-известният пример за всеотдайността и решаващата роля на запалянковците от Пфалц е срещата срещу Байерн Мюнхен, когато домакините изостават на полувремето с 1:4, но с подкрепата на публиката обръщат мача и разгромяват баварците със 7:4. Днес, поради преустройството на стадиона, трибуните са модернизирани и са отдалечени от игрището, като по този начин голяма част от някогашната атмосфера е изгубена.
Феновете на „Кайзерслаутерн“ поддържат приятелски връзки с феновете на 1860 Мюнхен и на Вердер Бремен. Валдхоф Манхайм и Байерн Мюнхен са ненавиждани от привържениците на „червените дяволи“. В последно време се появява вражда с Айнтрахт Франкфурт, Майнц 05 и Карлсруе.
Приятелство съществува с шотландския Килмарнък и българския Етър (Велико Търново) след мачове в европейските турнири.

### Известни бивши играчи (по азбучен ред)
|           | Име               | Години                              | Мач. | Гол. | Бележка                                                                                |
| --------- | ----------------- | ----------------------------------- | ---- | ---- | -------------------------------------------------------------------------------------- |
| Германия  | Томас Алофс       | 1982 – 1986                         | 128  | 61   | -                                                                                      |
| Германия  | Михаел Балак      | 1997 – 1999                         | 46   | 4    | Шампион на Германия 1998                                                               |
| Германия  | Марио Баслер      | 1987 – 1989 1999 – 2003             | 92   | 8    | Започва и завършва кариерата си в Кайзерслаутерн                                       |
| Германия  | Андреас Бреме     | 1981 – 1986 1993 – 1998             | 254  | 43   | Шампион на Германия 1998, Купа на Германия 1996                                        |
| Германия  | Ханс-Петер Бригел | 1975 – 1984                         | 240  | 47   | Европейски шампион 1980, Световен вицешампион 1982 и 1986                              |
| Германия  | Мартин Вагнер     | 1992 – 2000                         | 200  | 30   | Шампион на Германия 1998, Купа на Германия 1996                                        |
| Германия  | Отмар Валтер      | 1941 – 1959                         | 210  | 156  | Шампион на Германия 1951 и 1953, Световен шампион 1954                                 |
| Германия  | Фриц Валтер       | 1938 – 1959                         | 248  | 144  | Шампион на Германия 1951 и 1953, Световен шампион 1954, Капитан на световните шампиони |
| Германия  | Волфганг Волф     | 1978 – 1988                         | 248  | 11   | Завръща се като треньор през 2005/06                                                   |
| Германия  | Волфрам Вутке     | 1985 – 1990                         | 112  | 32   | Купа на Германия 1990, Бронзов медалист от Сеул'88                                     |
| Германия  | Райнер Гайе       | 1977 – 1986                         | 290  | 47   | -                                                                                      |
| Германия  | Юрген Гро         | 1976 – 1980 1986 – 1989             | 197  | 3    | -                                                                                      |
| Германия  | Ернст Дийл        | 1967 – 1978                         | 314  | 18   | -                                                                                      |
| Германия  | Михаел Дузек      | 1979 – 1988                         | 210  | 10   | -                                                                                      |
| САЩ       | Том Дуули         | 1988 – 1993                         | 107  | 13   | Шампион на Германия 1991, Национал на САЩ                                              |
| Германия  | Хорст Екел        | 1949 – 1960                         | 238  | 66   | Шампион на Германия 1951 и 1953, Световен шампион 1954                                 |
| Германия  | Марко Енгелхард   | 2004 – 2006                         | 62   | 3    | -                                                                                      |
| Германия  | Гералд Ерман      | 1986 – 1997                         | 292  | 0    | Купа на Германия 1990 и 1996, Шампион на Германия 1991                                 |
| Чехия     | Мирослав Кадлец   | 1990 – 1998                         | 210  | 16   | Шампион на Германия 1991 и 1998, Купа на Германия 1996, европейски вицешампион 1996    |
| Германия  | Мирослав Клозе    | 1999 – 2004                         | 120  | 44   | Започва кариерата си в Кайзерслаутерн, световен вицешампион 2002                       |
| Германия  | Вернер Колмайер   | 1941 – 1957                         | 180  | 18   | Шампион на Германия 1951 и 1953, Световен шампион 1954                                 |
| Германия  | Хари Кох          | 1995 – 2003                         | 220  | 23   | Шампион на Германия 1998, Купа на Германия 1996                                        |
| Чехия     | Павел Кука        | 1993 – 1998                         | 121  | 53   | Шампион на Германия 1998, Купа на Германия 1996, европейски вицешампион 1996           |
| Германия  | Щефан Кунц        | 1989 – 1995                         | 170  | 75   | Шампион на Германия 1991, Купа на Германия 1990, Голмайстор на първенството 1994       |
| Германия  | Вернер Либрих     | 1945 – 1962                         | 273  | 25   | Шампион на Германия 1951 и 1953, Световен шампион 1954                                 |
| Германия  | Олаф Маршал       | 1994 – 2002                         | 144  | 49   | Шампион на Германия 1998, Купа на Германия 1996                                        |
| Германия  | Вернер Мелцер     | 1974 – 1986                         | 374  | 31   | Най-много участия с екипа на Кайзерслаутерн                                            |
| Германия  | Йозеф Пирунг      | 1967 – 1981                         | 304  | 61   | -                                                                                      |
| Холандия  | Якобус Принс      | 1963 – 1965                         | 36   | 9    | Един от четиримата чужденци, играли в 1. кръг на Бундеслигата на 24 август 1963        |
| Германия  | Марко Райх        | 1995 – 2001                         | 117  | 9    | Шампион на Германия 1998, Купа на Германия 1996                                        |
| Бразилия  | Ратиньо           | 1997 – 2003                         | 140  | 9    | Шампион на Германия 1998                                                               |
| Германия  | Йохенес Ридл      | 1974 – 1981                         | 215  | 31   | -                                                                                      |
| Германия  | Томас Ритер       | 1992 – 1996                         | 87   | 2    | Купа на Германия 1996                                                                  |
| Германия  | Аксел Роос        | 1984 – 2001                         | 327  | 19   | Шампион на Германия 1991 и 1998, Купа на Германия 1990 и 1996                          |
| Швеция    | Роланд Сандберг   | 1973 – 1977                         | 118  | 60   | Национал на Швеция                                                                     |
| Швейцария | Чириако Сфорца    | 1993 – 1995 1997 – 2000 2002 – 2006 | 199  | 20   | Шампион на Германия 1998, Национал на Швейцария                                        |
| Германия  | Клаус Топмьолер   | 1972 – 1980                         | 204  | 108  | Реализатор номер 1 на отбора в 1. Бундеслига                                           |
| Германия  | Франко Фода       | 1983 – 1984 1987 – 1990             | 90   | 5    | Купа на Германия 1990                                                                  |
| Швеция    | Рони Хелстрьом    | 1974 – 1984                         | 266  | 0    | Титуляр за десетилетие, Национал на Швеция                                             |
| Германия  | Дитмар Швагер     | 1964 – 1976                         | 320  | 2    | -                                                                                      |
| Германия  | Карл Шмидт        | 1955 – 1962                         | 127  | 6    | -                                                                                      |

Не бива да се забравят имената и на други футболисти, допринесли за славата на Кайзерслаутерн: Норберт Айленфелд, Клаус Акерман, Серджио Алиеви, Халил Алтънтоп, Херман Битц, Ханес Бонгартц, Андреас Бук, Роман Вайденфелер, Бени Венд, Тим Вийзе, Хайнц Вилхелми, Юри Джоркаеф, Карл-Хайнц Емих, Феридон Занди, Уве Климашефски, Хервард Копенхьофер, Бруно Лабадия, Франк Леле, Вратислав Локвенц, Роджер Лутц, Райнхард Майер, Лусиен Метомо, Майкъл Мифсуд, Ханс-Вернер Мозер, Ханс-Гюнтер Нойес, Йорген Петерсон, Андреас Райнке, Вили Райтгасл, Хани Рамзи, Ото Рехагел, Томас Ридл, Юрген Рише, Уинтън Руфър, Самир Камуна, Ервин Скела, Игли Таре, Юрген Фридрих, Фриц Фукс, Марко Хабер, Тамаш Хайнал, Франк Хартман, Томас Хенген, Херберт Хоос, Демир Хотич, Мариян Христов, Бил Чато, Петер Шварц, Марк Шварцер, Оливер Шефер, Герд Шнайдер, Михаел Шьонберг и Джеф Щрасер.

### Треньори

#### Треньорите преди основаването на Първа Бундеслига
Тренировките и тактиката на Кайзерслаутерн преди 1963 г. се организират от общо шестима наставници. Вернер Шваб е начело на отбора през 30-те години на ХХ век, а през следващото десетилетие функциите му поема Бернд Турий. В следвоенния период 1945 – 1949 г. треньорските задължения са поделени между националния селекционер Сеп Хербергер, който съвместява тази длъжност и в Айнтрахт Франкфурт, и футболиста Фриц Валтер. Куно Крюгел води отбора на „червените дяволи“ за един сезон през 1949/50. Най-успешният наставник в историята на клуба е Рихард Шнайдер, който ръководи шампионската формация през 50-те години (1950 – 1961 г.). Той е наследен от Гюнтер Брокер – първият наставник на „Кайзерслаутерн“ в Първа Бундеслига.

#### Треньорите след 1963 г.
Треньорите, оставили най-светли спомени в съзнанието на привържениците са шампионските наставници Карл-Хайнц Фелдкамп (1991 г.) и Ото Рехагел (1998 г.). Фелдкамп води клуба и до триумф за Купата на Германия през 1990 г.
|          | Име                 | Период              | Бележка              |
| -------- | ------------------- | ------------------- | -------------------- |
| Германия | Гюнтер Брокер       | 01.07.63 – 27.02.65 | освободен            |
| Германия | Вернер Либрих       | 28.02.65 – 30.06.65 | изтичане на договора |
| Унгария  | Гюла Лорант         | 01.07.65 – 30.06.67 | изтичане на договора |
| Германия | Ото Кнефлер         | 01.07.67 – 04.03.68 | освободен            |
| Полша    | Егон Пихачек        | 05.03.68 – 06.05.69 | освободен            |
| Германия | Дитрих Вайзе        | 07.05.69 – 30.06.69 | изтичане на договора |
| Унгария  | Гюла Лорант         | 01.07.69 – 09.03.71 | освободен            |
| Германия | Дитрих Вайзе        | 10.03.71 – 30.06.71 | изтичане на договора |
| Германия | Ерих Рибек          | 01.07.71 – 30.06.78 | изтичане на договора |
| Германия | Карл-Хайнц Фелдкамп | 01.07.78 – 30.06.82 | изтичане на договора |
| Германия | Рудолф Крьонер      | 01.07.82 – 21.03.83 | освободен            |
| Германия | Ернст Дийл          | 22.03.83 – 30.06.83 | изтичане на договора |
| Германия | Дитрих Вайзе        | 01.07.83 – 26.10.83 | освободен            |
| Германия | Ернст Дийл          | 27.10.83 – 01.11.83 | заместник            |
| Германия | Манфред Крафт       | 02.11.83 – 30.06.85 | изтичане на договора |
| Германия | Ханес Бонгарц       | 01.07.85 – 11.11.87 | освободен            |
| Германия | Йозеф Щабел         | 12.11.87 – 30.06.89 | изтичане на договора |
| Германия | Герд Розензаг       | 01.07.89 – 25.02.90 | освободен            |

|          | Име                 | Период              | Бележка              |
| -------- | ------------------- | ------------------- | -------------------- |
| Германия | Карл-Хайнц Фелдкамп | 26.02.90 – 30.06.92 | изтичане на договора |
| Германия | Райнер Цобел        | 01.07.92 – 07.06.93 | освободен            |
| Германия | Фридел Рауш         | 01.07.93 – 23.03.96 | освободен            |
| Германия | Екхард Кратцун      | 24.03.96 – 19.07.96 | освободен            |
| Германия | Ото Рехагел         | 20.07.96 – 01.10.00 | оттегля се           |
| Германия | Андреас Бреме       | 02.10.00 – 25.08.02 | освободен            |
| Германия | Карл-Хайнц Емих     | 26.08.02 – 03.09.02 | заместник            |
| Белгия   | Ерик Геретс         | 04.09.02 – 02.02.04 | освободен            |
| Австрия  | Курт Яра            | 03.02.04 – 02.04.05 | освободен            |
| Германия | Ханс-Вернер Мозер   | 03.04.05 – 30.06.05 | заместник            |
| Германия | Михаел Хенке        | 01.07.05 – 19.11.05 | освободен            |
| Германия | Волфганг Волф       | 20.11.05 – 11.04.07 | освободен            |
| Германия | Волфганг Функел     | 12.04.07 – 27.06.07 | заместник            |
| Норвегия | Киетил Рекдал       | 28.06.07 – 08.02.08 | освободен            |
| Германия | Алоис Шварц         | 09.02.08 – 12.02.08 | заместник            |
| Хърватия | Милан Шашич         | 13.02.08 – 04.05.09 | освободен            |
| Германия | Алоис Шварц         | 05.05.09 – 17.06.09 | заместник            |
| Германия | Марко Курц          | 18.06.09-днес       |                      |

## Кайзерслаутерн 2 (Аматьори)
Вторият отбор на Кайзерслаутерн играе в Регионална лига Запад през сезон 2008/09, след класиране от Оберлига Югозапад. Тимът завършва на второ място в първенството на западната четвърта лига и пропуска да се класира в Трета лига, като е изпреварен само от аматьорите на Борусия Дортмунд. До началото на май 2009 г. треньор на отбора е Алоис Шварц, след повишението му в първия отбор, тренировките се водят от бившия футболист на „лаутерите“ Франк Леле, а след назначението на Марко Курц Шварц отново заема предишния си пост. Помощник-треньор е Марко Грим.

### Състав
| №             |         | Играч            | Рождена дата      | В отбора от | См      | Кг      | Мач.    | Гол.    | Предишни клубове                                                                                   |
| Вратари       | Вратари | Вратари          | Вратари           | Вратари     | Вратари | Вратари | Вратари | Вратари | Вратари                                                                                            |
| ------------- | ------- | ---------------- | ----------------- | ----------- | ------- | ------- | ------- | ------- | -------------------------------------------------------------------------------------------------- |
| 39            |         | Емилио Фиоранели | 18 май 1991       | 2005        | 180     | 74      | 0       | 0       | Валдхоф Манхайм                                                                                    |
| -             |         | Марко Кналер     | 26 юни 1987       | 2009        | 190     | 78      | 0       | 0       | ФК Лустенау, Адмира Вакер Мьодлинг                                                                 |
| -             |         | Дейвид Залфелд   | 2 ноември 1999    | 2009        | 181     | -       | 0       | 0       | Вайнхайм                                                                                           |
| Защитници     |         |                  |                   |             |         |         |         |         | |
| -             |         | Борис Бекер      | 9 февруари 1991   | 2004        | 170     | 63      | 0       | 0       | Примстал                                                                                           |
| -             |         | Зебастиан Айхер  | 21 февруари 1991  | 2002        | 189     | 75      | 0       | 0       | Рот-Вайс Оберарнбах                                                                                |
| -             |         | Фабиан Хернхенан | 28 октомври 1990  | 2004        | -       | -       | 0       | 0       | Грюнщадт                                                                                           |
| -             |         | Лукаш Олбрих     | 8 февруари 1990   | 2005        | -       | -       | 0       | 0       | Валдхоф Манхайм                                                                                    |
| -             |         | Тимо Трефцгер    | 19 февруари 1988  | 2009        | 180     | 75      | 0       | 0       | Хамбург, Пфулендорф, Улм 1846, Щутгарт, Ной-Улм                                                    |
| -             |         | Тим Вендел       | 12 януари 1989    | 2009        | -       | -       | 0       | 0       | Шалке 04, Дуисбург                                                                                 |
| -             |         | Щефен Целнер     | 14 март 1991      | 2004        | 181     | 78      | 0       | 0       | Примстал                                                                                           |
| Полузащитници |         |                  |                   |             |         |         |         |         | |
| -             |         | Дани Галм        | 17 март 1986      | 2009        | 179     | 70      | 0       | 0       | Щутгартер Кикерс, Енерги Котбус, Айнтрахт Франкфурт, Щутгарт, 1860 Мюнхен, Кикерс Офенбах, Аморбах |
| -             |         | Даниел Гайгер    | 25 януари 1990    | 2006        | -       | -       | 0       | 0       | Офенбах                                                                                            |
| -             |         | Йонас Марц       | 13 май 1989       | 2009        | 180     | -       | 0       | 0       | 1860 Мюнхен, Хофенхайм, Кайзерслаутерн                                                             |
| -             |         | Торстен Ройтер   | 15 септември 1982 | 2007        | 173     | 75      | 22      | 0       | Веен Висбаден, Саарбрюкен, Кайзерслаутерн, Саарбрюкен, „Кайзерслаутерн“, Фау Еф Ер Кайзерслаутерн  |
| -             |         | Енис Саити       | 25 декември 1989  | 2004        | 175     | 73      | 0       | 0       | Фау Еф Ер Кайзерслаутерн                                                                           |
| -             |         | Алан Стулин      | 5 юни 1990        | 2004        | -       | -       | 0       | 0       | Еденкобен                                                                                          |
| Нападатели    |         |                  |                   |             |         |         |         |         | |
| -             |         | Влазним Даутай   | 25 юни 1989       | 2001        | 182     | 67      | 0       | 0       | Лонхайм                                                                                            |
| -             |         | Кристиан Хенел   | 28 януари 1988    | 2003        | 191     | 84      | 2       | 0       | Бад Дюркхайм                                                                                       |
| -             |         | Дъстин Хойн      | 11 април 1984     | 2009        | 188     | 79      | 0       | 0       | Унион Берлин, Любек, Айнтрахт Брауншвайг, Юрдинген 05, Дуисбург, Юрдинген 05, Рам                  |
| -             |         | Дима Назаров     | 4 април 1990      | 2006        | -       | -       | 0       | 0       | Вормация Вормс                                                                                     |
| -             |         | Александер Райт  | 13 март 1990      | 2007        | -       | -       | 0       | 0       | Вердер Бремен                                                                                      |
| -             |         | Андрю Уутен      | 30 септември 1989 | 2009        | -       | -       | 0       | 0       | Вормация Вормс, Кайзерслаутерн                                                                     |

### Стадион
Аматьорският отбор на „Кайзерслаутерн“ играе срещите си до 2008 г. на помощното игрище на Фриц-Валтер-Щадион, наречено „Бетценберг Игрище 4“. То предлага места за 3000 зрители. За срещите от Регионалната лига Запад, сезон 2008/09, „Кайзерслаутерн 2“ играе мачовете си на Фриц-Валтер-Щадион по нареждане на Германския Футболен Съюз.

### Успехи
- Носител на Купата на Югозапада (3): 1979, 1997, 2008
- Шампион на Оберлига Югозапад (3): 1995, 1997, 2001

## Екипи

### Производители
- до 1999 Адидас (Adidas)
- 1999 – 2003 Найки (Nike)
- 2003 – 2009 Капа (Kappa)
- от 2009 Ду Ю Футбол (Do You Football)

### Спонсори
Главни спонсори, рекламирали търговската си марка на екипите на отбора:
- 1970 – 1976 Опел(Opel) – автомобилна марка;
- 1976 – 1979 Кампари(Campari) – марка италиански аперитив;
- 1979 – 1981 Щрайф(Streif) – строителни компоненти от Офенбах;
- 1981 – 1984 Портас(Portas) – германска компания за саниране на кухни и врати;
- 1984 – 1987 Карлсберг(Karlsberg) – пивоварна от Хомбург, Саар;
- 1987 – 1989 Тригема(Trigema) – германска текстилна компания за тениски и тенис екипировка;
- 1989 – 1996 ОКИ(OKI) – японски цветни копирни машини;
- 1996 – 1998 Крънчипс(Crunchips) – търговска марка на хесенската хранителна компания Лоренц-Снек Уърлд;
- от 1998 Дойче Фермьогенсбератунг(Deutsche Vermögensberatung) – германска финансова и инвестиционна компания от Франкфурт на Майн.

## Връзки с България

### Мачове с български отбори
Битките на Етър срещу Кайзерслаутерн си остават в историята като международните изяви от най-висок ранг на „виолетовите“. След равенството 0:0 срещу Интер Милано през 1974 г. за купата на УЕФА, етърци правят 1:1 с немския шампион „Кайзерслаутерн“ в най-престижния турнир за КЕШ.
Годината е „златната“ 1991. Етър триумфира с шампионската титла на страната и жребият за евротурнирите го противопоставя на първенеца на Германия.
В първия мач, който се предава пряко по БНТ, нашите след напълно равностойна игра падат с 2:0 на Фриц-Валтер-Щадион. В реванша на стадион „Ивайло“ повеждат с 1:0 след попадение на капитана Червенков и само малшанс в защита след изтичането на редовното време води до изравнителен гол, който ги лишава от заслужена и престижна победа. И до днес любителите на футбола от старата столица помнят в детайли битката срещу „Кайзерслаутерн“. Но не и по-младите фенове, защото от нея изтекоха вече почти 18 години.
На 17 септември 1991 г. етърци гостуват в стохилядния Кайзерслаутерн. 40 000 души има по трибуните, а стадион Фриц Валтер е оприличен на „врящо гърне“. Тактиката на великотърновци (в този мач с бели фланелки и виолетови гащета) определено е дефанзивна, но играта им определено внушава доверие. В защита много организирано действат Първанов, Трифон Иванов, Червенков и Цанко Цветанов, пред тях е привлеченият от Пирин Гавалюгов, в средата са Пламен Петков, Сашо Димов и Гошо Георгиев, а в атака действа основно Преслав Гетов, подпомаган от Гайдарски.
Опасни положения като цяло липсват, а когато все пак етърската защита се пропуква, вратарят Олег Моргун е безпогрешен. Той вади в корнер силен удар на пробилия по левия фланг Марсел Витечек. Така се стига до 38-ата минута, когато Кайзерслаутерн изпълнява корнер от ляво и изсипаната параболично топка удря в ръката скочилия във въздушно единоборство с Шефер Преслав Гетов. Португалският съдия Фортунато Асеведо свири твърде пресилена дузпа за домакините, която защитникът Волфганг Функел превръща в гол със силен удар в горния десен ъгъл  1:0. И след гола реферът продължава да е наобиколен от Трифон, Гетов, Червенков и Първанов, които бурно изразяват несъгласието си от решението.
Малко след почивката неубедителният Гетов е сменен от Игор Кислов и украинецът сериозно раздвижва атаката, като три пъти стреля опасно. Немците се прибират назад и на моменти дори бранят минималния си аванс. Точно Кислов обаче в 74-тата минута при центриране от фаул в пеналта закъснява да покрие защитника Функел и той бележи втория си гол в мача. До края Етър търси почетен гол, но въпреки центриранията на силно игралите Димов и Георгиев (и заменилия го К. Йорданов) до края резултатът остава непроменен.
2:0 си е респектиращ резултат преди реванша в България, но ентусиазмът по организацията на мача е огромен. Издадена е специална брошура за мача, плакати, календари, атрибути с клубните символи. Стадионът е приведен в необходимия за мач от евротурнирите вид, посрещнати са гостуващите фенове на „лаутерите“, свършена е още колосална по обем работа.
Датата на мача е 2 октомври 1991 г. Въпреки сериозната цена на билетите стадионът е доста пълен и само започналия малко преди мача дъжд пречи да се напълни докрай. На трибуните има около 15 000 зрители. Етър започва на вратата с Моргун, а пред него схемата е твърде интересна. Цецо Първанов е либеро, пред него играе Ангел Червенков, а стопер е и Трифон Иванов, който често се включва в атаките. Опорен халф е Георги Попиванов. Целият този защитен вал създава сериозна трудност за немския състав. Левият бек Цанко Цветанов по традиция се включва непрекъснато опасно по фланга на атаката, а типичен десен бек няма, в тази зона се връща Гошо Георгиев, който се грижи за Витечек. Останалите халфове са Сашо Димов и Пламен Петков, а в атака Георги Василев отново изненадва всички, като оставя резерва Кислов и предпочита отново Преслав Гетов с партньор Петър Витанов.
След дебненето в началото Етър постепенно зачестява атаките и при едно центриране високият Гетов е изпреварен в последния момент от вратаря Гералд Ерман. На немския страж му е писано да стане герой в този мач. Публиката скача на крака в средата на първата част, когато след центриране на Пламен Петков пред вратата настъпва меле, при което вратарят излиза неразчетено. Витанов насочва топката в опразнената врата, но в последния момент защитникът Шефер чисти от самата голлиния.
И все пак голямата радост не закъснява. В 44-тата минута Витанов е съборен отдясно на пеналта и съветският рефер Вадим Жук отсъжда фаул за „виолетовите“. Центрирането на Гошо Георгиев внася смут пред голлинията и топката е докопана от включилия се в атака капитан Ангел Червенков, който я праща в мрежата  1:0. Публиката скача на крака със скандирания „Етър! „Етър!“ в очакване на сякаш невъзможното. За жалост сигналът за изтичане на първото полувреме спира ентусиазма на домакините.
Паузата дава възможност на немския шампион да се окопити и да възстанови равновесието на терена. Най-добрата му възможност обаче идва в 62-рата минута след грешка на Цветанов, който връща неразчетено на Моргун. Украинският вратар обаче вещо измъква топката от краката на връхлитащия Винклер. Кайзерслаутерн играе за специални премии в турнира за КЕШ, които за днешните стандарти изглеждат смешни, но в онези години са повече от сериозни. На играчите е обещана премия от по 500 ДМ за всяка спечелена точка в турнира, а за мачовете им от Бундеслигата премиите дори са обвързани с посещаемостта  също по 500 ДМ при 28 000 зрители по трибуните, като сумата расте в зависимост от това колко е пълен 40-хилядният клубен стадион...
А на стадион „Ивайло“ Гочето Василев в средата на второто полувреме тръгва „ва банк“  в 65-ата минута пуска като трети нападател Игор Кислов. И натискът отново започва да се усилва. Украинецът нахлува отдясно в наказателното поле и е съборен, но реферът Вадим Жук не свири дузпата въпреки недоволството на публиката.
Последните десет минути на мача са „виолетова класика“ в търсене на заветния втори гол. В 82-рата Димов центрира от корнер и на близката греда от заучено положение Георгиев прехвърля с глава топката над вратаря Ерман. С последни сили с върха на пръстите си стражът вади изпод гредата в нов ъглов удар. В 85-ата минута Георгиев центрира опасно от фаул и отново Ерман боксира топката. В 86-ата Сашо Димов|Димов пуска към Цветанов, чийто удар отново е спасен. В 87-ата минута следва пореден корнер и пак Ерман вади топката. В 89-ата Георгиев отдясно намира Червенков, който от въздуха красиво насочва топката в мрежата, но отново Гералд Ерман|Ерман е непревземаем.
За цяло полувреме Кайзерслаутерн няма нито едно чисто положение и с лежане по тревата, с тактически смени пази крехката си преднина. Кошмарът идва в края на 92-рата минута, когато зрителите вече са на крака и са готови да преглътнат отпадането, но поне да приветстват престижната победа с 1:0. Секунди преди реферът да надуе свирката за последния сигнал, една отбита топка попада пред пеналта у Витечек, който стреля силно, от главата на намиращия се зад защитата Деген траекторията се променя и излъгва отличния в този мач Моргун. Голът е зачетен, защото се оказва, че на левия фланг връщащият се към центъра Цветанов покрива засадата, въпреки че изобщо не влияе на играта. Така „червените дяволи“ се добират до малко незаслужено 1:1 и лишават Етър от възможността поне да запише първа победа в евротурнирите в своята история.
„Физическа мощ, позната германска дисциплина, натискане до последната секунда  това са оръжия, които противникът ни имаше, а ние не познаваме до съвършенство. Съжалявам за отпадането, макар че след първия мач това можеше и да се очаква. Бих отличил Червенков, Моргун, Цветанов“, признава реалистично след мача треньорът на Етър Георги Василев.
„Доволен съм само от общия изход, като цяло играхме лошо. Мога да похваля вратаря ни Ерман, а от домакините  Димов“, казва наставникът на „лаутерите“ Карл-Хайнц Фелдкамп.
С това обаче връзките между двата клуба не спират. Президентът на Кайзерслаутерн Норберт Тинес признава, че е възхитен от гостоприемството, от Велико Търново, от „Звук и светлина“. „Очаровани сме, не очаквахме, че може да бъдем посрещнати при такава отлична организация“, казва г-н Тинес, който в следващите години продължава контактите си с Велико Търново с хуманитарни помощи. В старата столица е основан фенклуб на „Кайзерслаутерн“, който носи неговото име, и продължава да функционира.
А участието в турнира за КЕШ не се оказва щастливо и за немския тим, въпреки че доказва категоричната си класа, но е застигнат от проклятието на 90-ата минута... Следващият съперник на немците след Етър е самият „дрийм тим“ на Барселона. На Камп Ноу каталунците печелят с 2:0, но в реванша „Кайзерслаутерн“ е фантастичен и повежда с 3:0! За да дойде последната секунда на мача, в която Куман центрира от фаул и Бакеро с глава прави 3:1, с което изхвърля „червените дяволи“, а Стоичков и компания поемат по пътя към заветната Купа на европейските шампиони.
2 октомври 1991 г.
Стадион „Ивайло“, 15 000 зрители
Съдия: Вадим Жук (СССР)
Етър – Кайзерслаутерн 1:1
Голмайстори: 1:0 Червенков (44), 1:1 Деген (92)
Етър: Моргун, Първанов, Червенков, Цветанов, Тр. Иванов, Георгиев, Попиванов (77. Гавалюгов), Димов, Петков (65. Кислов), Пр. Гетов, Витанов.
Кайзерслаутерн: Гералд Ерман, Волфганг Функел, Оливер Шефер, Райнхард Щумпф, Роджер Лутц (89. Уве Шер), Бярне Голдбек, Демир Хотич, Томас Дули, Марсел Витечек, Бернхард Винклер (74. Юрген Деген), Томас Фогел.

## Важни срещи

### Финали
Кайзерслаутерн – Пройсен Мюнстер 2:1 (0:0)
(Финал за Първенство на Германия 1951 г., 30 юни 1951 г.)
На 30 юни 1951 г. Кайзерслаутерн се изправя срещу северновестфалците от Пройсен Мюнстер в спор за титлата. Пред 107 000 зрители на берлинския Олюмпиащадион Пройсен повежда с 0:1 след гол на Геритцен в 47. минута. Тогава обаче идва часа на Отмар Валтер, който бележи на два пъти с глава след центрирания на своя брат Фриц Валтер в 61. и 74. минута и така носи първата титла в историята на „Кайзерслаутерн“. За отбелязване е фактът, че Отмар Валтер започва мача с контузия възпаление на пръст на крака и поема риска от усложнения, които преждевременно да сложат край на футболната му кариера. Въпреки това той стиска зъби и изиграва целия двубой, тъй като по него време още не са били въведени смените като официално футболно правило. Влакът с празнуващите запалянковци на „лаутерите“ от Берлин е посрещнат на гарата в Кайзерслаутерн от десетки хиляди други фенове, които празнуват първия голям успех на отбора. Състав на шампионите за сезон 1950/51: Адам (вратар), Баслер, Х. Кристман, Хорст Екел, Фолц, Б. Фукс, Хартенщайн, Хуперт, Йергенс, Клее, Вернер Колмайер, Вернер Либрих, Пилкан, Раш, Шаак, Фриц Валтер, Отмар Валтер, Карл Вангер, Вили Венцел.
Кайзерслаутерн – Щутгарт 4:1
(Финал за Първенство на Германия 1953 г., 21 юни 1953 г.)
80,000 любители на футбола става свидетели на втората победа във финална среща на „червените дяволи“ на Олюмпиащадион в Берлин на 21 юни 1953 г. Головете за победителите вкарват Фриц Валтер (37.), Карл Вангер (57.), Ервин Шефлер (78.) и Вили Венцел (83.). В началото на срещата при 0:0 Фриц Валтер (1920)|Фриц Валтер пропуска дузпа.
Кайзерслаутерн изиграват превъзходен сезон в Югозападната оберлига и допускат едва две загуби за сезона. Финалният турнир на първенството изправя „червените дяволи“ срещу Нюрнберг, Хамбург и Шалке 04, а на финала противник е Щутгарт. Състав на шампионите за сезон 1952/53: Хорст Екел, Фишер, Фолц, Фричи, Хьолц (вратар), Йергенс, К. Юнг, Юнкер, Клее, Вернер Колмайер, Е. Либрих, Вернер Либрих, Рендер, Шефлер, Зокол, Фриц Валтер, Отмар Валтер, Карл Вангер, Вили Венцел.
Кайзерслаутерн – Вердер Бремен 3:2 (3:2)
(Финал за Купата на Германия 1990 г., 19 май 1990 г.)
Петото участие на кайзерслаутернци във финална среща за Купата на Германия се оказва успешно. Фелдкамп изненадва зелените от Бремен с офанзивна тактика и преса по целия терен. Рехагел очаква защитна игра с контраатаки от страна на Кайзерслаутерн и това води до хаос и паника в редиците на Вердер Бремен. Халфовете Том Дуули, Демир Хотич и Маркус Шуп създават разбърквания пред наказателното поле на Вердер, а остриетата Щефан Кунц и Бруно Лабадия дебнат за изгодни възможности. Защитниците Франко Фода, Кай Фридман и Райнхард Щумпф не оставят никакъв шанс на Уинтън Руфър и Карлхайнц Ридле. Преди почивката червените вече водят с 3:0 след попадения на Бруно Лабадия (19.,26.) и Щефан Кунц (30.). За второто полувреме Ото Рехагел е прекроил стратегията на своя отбор и хвърля всички сили в атака. Бременци обаче само успяват да съкратят преднината след голове на Франк Нойбарт и Манфред Бургсмюлер, а „лаутерите“ удържат преднината си до края на срещата най-вече благодарение на Франко Фода, който изиграва последната си среща с червения екип. Мачът отново се провежда на Олимпийския стадион в столицата на Германия пред около 78 000 зрители (от тях около 32 000 са привърженици на „Кайзерслаутерн“) на 19 май 1990 г.
Ето и единадесеторката на победителите: Гералд Ерман – Франко Фода – Райнхард Щумпф, Кай Фридман (Роджер Лутц 57.) – Уве Шер, Маркус Шуп (Аксел Роос 77.), Демир Хотич, Франк Леле, Том Дуули – Бруно Лабадия, Щефан Кунц
Кайзерслаутерн – Карлсруе 1:0 (1:0)
(Финал за Купата на Германия 1996 г., 25 май 1996 г.)
Само седмица след изпадането във Втора Бундеслига, Кайзерслаутерн среща баденския отбор Карлсруе на финала за Купата на страната в Берлин (75 800 зрители). „Лаутерите“ се считат за аутсайдери срещу тима от Баден-Вюртемберг, завършил първенството на седмо място. Въпреки първоначалните прогнози, думите на митичния Сеп Хербергер се потвърждават още веднъж: „Ролята на аутсайдера държи ключа към кутия с неподозирани сили, които освободени и насочоени, помагат за преместваане на планини“. Голът от пряк свободен удар на Мартин Вагнер във вратата на бившия вратар на „червените дяволи“ Клаус Райтмайер в 42. минута носи втората Купа на Германия в Пфалц. Състав на победителите: Андреас Райнке, Хари Кох, Мирослав Кадлец, Оливер Шефер, Франк Грайнер, Томас Хенген, Аксел Роос (Уве Вегман 82.), Андреас Бреме, Мартин Вагнер, Олаф Маршал (Роджер Лутц 75.), Павел Кука (Клаус-Дитер Волитц 87.)

### Решаващи срещи
Кайзерслаутерн – Байерн Мюнхен 7:4 (1:3)
(Първа Бундеслига, сезон 1973/74, 20 октомври 1973 г.)
На 20 октомври 1973 г. играчите на Байерн Мюнхен вече се виждат сигурни победители при гостуването си на Бетценбергщадион в 57. минута, след като водят с 4:1. Бернд Герсдорф и Герд Мюлер са вкарали по два гола за баварците, водени от Франц Бекенбауер, а Йозеф Пирунг е отбелязал едно попадение за домакините. Наставникът на домакините Ерих Рибек изглежда губи тактическото надиграване с колегата си Удо Латек. Тогава се случва обрат и Кайзерслаутерн обръщат мача. Нови два гола на Йозеф Пирунг, два на Херберт Лаумен и по един на Клаус Топмьолер и Ернст Дийл влетяват в мрежата на Сеп Майер пред погледите на шокираните футболисти от Изар. От деня на този мач датира и известната песен на агитката на домакините „Лаутерите никога не се предават, те се борят!“. Веднага след края на мача ръководството на Байерн Мюнхен прави предложение за договор на Йозеф Пирунг, което играчът отклонява. Състав на победителите: Йозеф Елтинг – Лотар Хубер, Ернст Дийл, Дитмар Швагер, Фриц Фукс – Клаус Топмьолер, Херман Битц, Херберт Лаумен – Йозеф Пирунг, Роланд Сандберг, Клаус Акерман
Кайзерслаутерн – Реал Мадрид 5:0
(Купа на УЕФА, четвъртфинал 1981/82, 17 март 1982 г.)
Първият сблъсък в четвъртфиналите за Купата на УЕФА през 1982 г. завършва 3:1 за фаворитите от Реал Мадрид на техния стадион Сантиаго Бернабеу. „Лаутерите“ успяват да намалят резултата чрез дузпа в 80. минута, реализирана от Норберт Айленфелдт. Така мадридчани излизат на пред „адската“ подкрепа на 34 500 зрители на Бетценберг със световните звезди Ули Щилике и Хосе Антонио Камачо, за да опазят преднината си от първата среща. Те обаче са изненадани от двата бързи гола на Фридхелм Функел, които неутрализират преднината на „белия балет“. Ханес Бонгартц (50.), Норберт Айленфелд (56.) и Райнер Гайе (73.) бележат останалите голове, които водят до съкрушаващото 5:0. Испанците не могат да отвърнат на удара, а червени картони от тях получават Исидоро Сан Хосе (34.), Лори Кънингам (40.) и Франсисо Пинеда (67.). Така Кайзерслаутерн за първи път е на полуфинал за европейските клубни турнири. Състав на Кайзерслаутерн: Рони Хелстрьом – Волфганг Волф, Вернер Мелцер, Михаел Дузек, Андреас Бреме – Райнер Гайе, Ханес Бонгартц, Ханс-Петер Бригел – Норберт Айленфелдт (83. Аксел Брумер), Фридхелм Функел (76. Лутц Айгендорф), Ерхард Хофедитц
Кьолн – Кайзерслаутерн 2:6 (1:4)
(Първа Бундеслига, сезон 1990/91, 15 юни 1991 г.)
Последният кръг на сезон 1990/91 на кьолнския Мюнгерсдорфер-Щадион противопоставя домакините срещу гостите от Пфалц. Кайзерслаутерн имат нужда от победа на всяка цена, за да спечелят първата титла на Първа Бундеслига в историята на клуба, след като пропускат шанса да спечелят сребърната салатиера предсрочно в предходния мач (домакинска загуба от Борусия Мьонхенгладбах с 2:3). Привържениците на Кьолн са неприятно сюрпризирани от факта, че билети за последния мач за сезона липсват – оказва се, че пропуските са изкупени предварително от запалянковците от Пфалц с оглед на очертаващата се значимост на мача и едва 15 000 души подкрепят домакините, които се борят за евроучастие. Пред 40,000 фенове на гостите, дошли до катедралния град за своите любимци, лаутерите размазват „козлите“ с голове на Хабер (5.,77.), Винклер (14.,43.), Дуули (45.) и Шуп (90.). Преди срещата наставникът на „лаутерите“ Карлхайнц Фелдкамп прави изненада в стартовия състав: голмайсторът Лабадия остава на пейката, а на негово място играе Бернхард Винклер. Вместо да пазят крехкото 0:0, което също е достатъчно за шампионската титла, гостите се впускат в атака и головете валят във вратата на световния шампион Бодо Илгнер. След края на първото полувреме гостите имат всички поводи да празнуват, резултатът е 4:1, а от 30. минута Кьолн играе с десет души след червен картон на Ханс-Дитер Флик. Конкурентите за първото място Байерн Мюнхен завършват 2:2 като гости на Юрдинген 05, което им носи второто място в крайното класиране. В течение на второто полувреме на срещата в Кьолн запалянковците на Кайзерслаутерн пробиват охраната на стадиона и постепенно обграждат игрището, което заплашва срещата от прекъсване поради съображения за сигурност. Съдията на двубоя Хардер запазва хладнокръвие и довършва деветдесетте игрални минути. След последния съдийски сигнал в Кьолн няма сила, която да задържи запалянковците от Пфалц, които нахлуват на терена, празнувайки титлата. И празненствата продължават до ранната сутрин на следващия ден в катедралния град. Допълнителна радост носи фактът, че фаворитите Байерн Мюнхен, които през цялата година отправят провокации по медиите, завършват втори и се провалят на всички фронтове. Състав на шампионите: Гералд Ерман – Уве Шер, Роджер Лутц, Кай Фридман, Маркус Кранц, Гуидо Хофман (87. Бруно Лабадия), Марко Хабер, Том Дуули, Маркус Шуп, Бернхард Винклер (75. Райнер Ернст), Щефан Кунц
Кайзерслаутерн – Барселона 3:1 (1:0)
(Шампионска лига, сезон 1991/92, 2 ноември 1991 г.)
Изненадващият шампион Кайзерслаутерн получава изгодна възможност да се класира за групите на новосформираната Шампионска лига на Европа. В първото издание на турнира германският шампион елиминира българския представител Етър (Велико Търново) с 2:0 и 1:1. Следващият противник е грандът Барселона, където играят световните футболни звезди Андони Субисарета, Роналд Куман, Хосеп Гуардиола, Михаел Лаудруп и Христо Стоичков. На Камп Ноу каталонците повеждат с 2:0 с два гола на Чики Бегиристайн, а Гуидо Хофман пропуска на опразнената от Субисарета врата малко преди края на мача. В реванша на Фриц-Валтер-Щадион лаутерите съкрушават съперника си. Много от присъствалите тогава на трибуните се кълнат, че никога след този двубой не са присъствали на по-наелектризираща атмосфера по трибуните. Демир Хотич бележи два гола (35.,49.), а Бярне Голдбек добавя един за преднината от 3:0 (76.). Невероятни пропуски на Кунц, Голдбек и Хотич засилват чувството, че четвъртото попадение е само въпрос на време. Феновете на Фриц-Валтер-Щадион вече празнуват знаменитата победа, хвърляйки бенгалски огньове по игрището, когато Хосе Мари Бакеро бележи с глава след пряк свободен удар на Роналд Куман в 90. минута и така „блаугранас“ продължават напред с гол на чужд терен и в крайна сметка печелят турнира през пролетта. За играчите на „Кайзерслаутерн“ остава утехата, че са изиграли един от най-добрите мачове в историята на клуба: Гералд Ерман – Оливер Шефер, Волфганг Функел, Франк Леле (Маркус Кранц), Уве Шер, Бярне Голдбек, Гуидо Хофман, Демир Хотич, Марко Хабер, Марсел Витечек, Щефан Кунц.
Повече от 18 години след този паметен двубой Хосеп Гуардиола, вече треньор на Барселона, си спомня за срещата през 1991 г. във втория двубой на неговия отбор срещу Байерн Мюнхен за Шампионската лига. „Когато германците са толкова обезсърчени, нищо не може да ги спре – те са в позиция да ни надиграят. Зная това. Бях в Кайзерслаутерн. Затова съм достатъчно подготвен.“, споделя наставника след 4:0 в първата среща. Няколко седмици по-късно, след гол в последната минута срещу Челси, испанският вестник спорт написва: „Кайзерслаутерн 2 – Вие сте герои“.
Байер Леверкузен – Кайзерслаутерн 1:1 (0:0)
(Първа Бундеслига, сезон 1995/96, 18 май 1996 г.)
Срещата представлява своеобразен финал за оставане в Първа Бундеслига, като само победа оставя лаутерите в първа дивизия, а дори и равенството устройва „аспирините“. Чешкият нападател Павел Кука извежда Кайзерслаутерн напред в резултата с гол след удар с глава в 52. минута, като тази преднина се запазва до 81. минута. Тогава гостите вадят топката в тъч, за да се окаже медицинска помощ на играч на леверкузенци. След подновяването на играта Пауло Серджо не връща топката в притежание на „Кайзерслаутерн“, както повеляват неписаните правила на честната игра, а я подава на съиграч. При последвалата контраатака Андреас Райнке не успява да спаси удара на Маркус Мюнх и така срещата завършва наравно, изпращайки Кайзерслаутерн във Втора Бундеслига след 34 години непрекъснато участие в елита.
Кайзерслаутерн – Волфсбург 4:0 (1:0)
(Първа Бундеслига, сезон 1997/98, 2 май 1998 г.)
Домакините заемат първото място в Първа Бундеслига в продължение на 28 кръга, следвани плътно от основния конкурент за титлата Байерн Мюнхен, когато се стига до тази среща. В предпоследния кръг на първенството Кайзерслаутерн се справя без проблеми с долносаксонците от Волфсбург, надигравайки ги с 4:0, въпрки нервното начало на мача, докато Байерн Мюнхен прави 0:0 при гостуването си край Рейн на Дуисбург. Това развитие на нещата носи сензационно титлата на новобранец в елита за пръв път в историята на германския футбол. Героят през сезона за „лаутерите“ Олаф Маршал бележи на два пъти (24., 55.), а Юрген Рише (88.) и Мартин Вагнер (52.) добавят по един гол. Празненствата в Пфалц не спират дълго време след последния съдийски сигнал.
Състав на шампионите в решителната среща: Андреас Райнке – Мирослав Кадлец, Михаел Шьонберг, Хари Кох – Мариян Христов, Мартин Вагнер, Михаел Балак, Чириако Сфорца (61. Юрген Рише), Андреас Бук – Марко Райх (46. Ратиньо), Олаф Маршал (72. Павел Кука)
Волфсбург – Кайзерслаутерн 2:2 (0:1)
(Първа Бундеслига, сезон 2005/06)
Ситуацията от 1996 г. се повтаря отново, но този път на мястото на Байер Леверкузен са северняците от Волфсбург. Кайзерслаутерн има нужда единствено от победа, а долносаксонците са доволни и на равенство. Гостите повеждат рано в резултата с гол на Халил Алтънтоп (20.), но ФФЛ Волфсбург|Волфсбург обръщат резултата до 2:1 в тяхна полза до средата на второто полувреме чрез попадения на Седрик Макиади (66.) и Диего Климовиц (69.). „Червените“ хвърлят всички сили в атака, изравняват до 2:2 (Марсел Цимер 86.), но опитите им за победа остават безуспешни и така драматично изпадат отново от елита.
Кайзерслаутерн – Кьолн 3:0 (0:0)
(Втора Бундеслига, сезон 2007/08, 18 май 2008 г.)
За първи път в историята си Кайзерслаутерн е изправен пред угрозата да изпадне в третия ешелон на германски футбол в резултат на недалновидната политика на ръководството от предишните години. В последния мач за сезона Кьолн, осигурили си вече място в Първа Бундеслига, гостуват на Бетценберг. Домакините се нуждаят от безусловна победа, за да изпреварят Оснабрюк или Кикерс Офенбах. 48 500 зрители на Фриц-Валтер-Щадион треперят до 70. минута, когато капитанът Аксел Белингхаузен центрира от ляво, защитникът на гостите МакКена не успява да изчисти добре и топката попада право на крака на Джош Симпсън, който от воле бележи за 1:0. Преди това младият вратар на Кьолн Александър Кеслер отразява всички опасности пред своята врата, а нападателят на „козлите“ Патрик Хелмес удря гредата зад Тобиас Зипел и изправя косите на феновете на „Лаутерн“. Гостите от катедралния град рухват след гола и Марсел Цимер се възползва от това, като с две свои прояви покачва на 3:0 (75., 81.). Оставането във втора лига е характеризирано като истинско чудо и прецедент историята, след като лаутерите изостават пет кръга преди края на сезона с осем точки от спасителното място. Последните срещи на отбора са направени в документален филм и пуснати в продажба през лятото на 2008 г. Тържествуващите фенове пробиват охраната и нахлуват на терена след края на срещата, за да ознаменуват спасението си. След първия гол на „Кайзерслаутерн“ над стадиона започва да вали дъжд, което е изтълкувано като положително знамение от трибуните, напомняйки на покойната легенда на „червените дяволи“ Фриц Валтер.
Състав на Кайзерслаутерн от решаващата среща: Тобиас Зипел – Аимен Демаи, Муса Уатара, Жорж Манджек, Кристофер Лампрехт – Саша Котиш, Аксел Белингхаузен, Щефен Лекса, Зебастиан Райнерт (76. Ерик Йендришек), Джош Симпсън (80. Бьорн Рунстрьом), Марсел Цимер (84. Щефан Бол)

### Други важни мачове
Кайзерслаутерн – Карлсруе 3:2 (1:2)
(Първа Бундеслига, сезон 1990/91, 3 май 1991 г.)
Преди 28. кръг на Първа Бундеслига на сезон 1990/91 Кайзерслаутерн води в класирането с 3 точки преднина пред Вердер Бремен и с 4 пред Байерн Мюнхен. Последният им мач завършва 2:2 с Щутгарт и преднината на върха постепенно се топи. Следва домакинство срещу мастния съперник Карлсруе, очакван с нетърпение от преследвачите в таблицата с надеждата, че ще доведе до нова загуба на точки за водача. След 25 минути игра на Фриц-Валтер-Щадион гостите от Карлсруе изненадващо водят с 0:2 след голове на Мемет Шол и Райнер Шютерле и първата домакинска загуба на Кайзерслаутерн за сезона е повече от просто възможна. Пасивът кара „червените“ да се мотивират и чрез първото попадение в кариерата на Уве Шер в 29. минута успяват да съкратят изоставането си. В 68. минута 37 714 зрители на стадиона са на крака след изравнителния гол на Гуидо Хофман, а това кара „лаутерите“ да атакуват до края на мача. Съдията отменя гол на Мирослав Кадлец от пряк свободен удар, а головите ситуации пред вратата на младия Оливер Кан следват една след друга. Необичайно дългото добавено време на мача обаче е използвано по най-добрия начин от капитана на „Кайзерслаутерн“, който намира коженото кълбо с глава и в 94. минута опъва мрежата на баденския отбор. След последния съдийски сигнал всички присъстващи на стадиона са убедени, че този отбор притежава воля и качества за шампионската титла. Състав на победителите: Гералд Ерман – Мирослав Кадлец, Маркус Кранц, Райнхард Щумпф – Бярне Голдбек, Гуидо Хофман (89. Томас Рихтер), Демир Хотич, Уве Шер, Маркус Шуп (66. Бернхард Винклер) – Бруно Лабадиа, Щефан Кунц
Кайзерслаутерн – Борусия Дортмунд 6:3 след продължения. В редовното време 2:2
(Купа на Германяи, сезон 1994/95, 20 септември 1994 г.)
Дълго време „лаутерите“ не играят домакинска среща от Купата на Германия на собствения Фриц-Валтер-Щадион, поради правилото на Германския футболен съюз да дава домакинско предимство на по-нискодивизионния отбор или по волята на жребия. При определянето на съперниците за втория кръг на турнира през 1994/95 г. обаче „Кайзерслаутерн“ получава домакинството в двубоя с вестфалската гордост Борусия Дортмунд. 32 000 зрители на стадиона стават свидетели на незабравим спектакъл. Атмосферата е нажежена още преди началото на срещата с изказванията на двамата треньори Фридел Рауш и Отмар Хитцфелд. Първата жертва на напрежението на двубоя е Чириако Сфорца, който е откаран в болница още след 20. минута, след удар с лакът на Андреас Мьолер в ребрата му. След това мачът се изостря още повече и преминава в неспирни атаки и от двете страни. След края на първото полувреме гостите се оттеглят с аванс от един гол след попадението на Стефан Шапюиза в 38. минута. През втората част борбата е безмилостна, а домакините са готови на всичко за успеха. Така Дирк Андерс от Кайзерслаутерн успява да изравни в 48. минута, но за това плаща със скъсани мускулни влакна на крака. Играчът на Борусия Дортмунд Флеминг Повлсен обаче възстановява аванса на своите съотборници, но след гола лежи четвърт час на терена поради контузия в менискуса. Андреас Бреме драматично изравнява головото съотношение малко преди края от дузпа и с това води срещата до продължения, които дортмундците трябва да играят с десет души поради червения картон на Томас Франк. Съперниците си разменят по едно попадение чрез Матиас Замер (97.) и Мирослав Кадлец (99.). Така или иначе Олаф Маршал също е принуден да напусне мача след тежка контузия, оставяйки отбора си в намален състав поради изчерпаното право на смени на наставника Фридел Рауш. Преди да излезе от игра обаче Маршал успява да вкара гол за 4:3 в 101. минута и да пречупи съпротивата на гостите. Завърналият се от болницата на стадиона Сфорца има всички основания да се радва на головете на Павел Кука (114.) и Мартин Вагнер (119.), паднали малко преди края на второто продължение и оформили крайния резултат на този безмилостен сблъсък с един червен и единадесет жълти картона. Състав на „Кайзерслаутерн“: Гералд Ерман – Мирослав Кадлец – Аксел Роос, Волфганг Функел – Томас Хенген, Дирк Андерс (51. Марко Хабер), Чириако Сфорца (20. Матиас Хаман), Мартин Вагнер, Андреас Бреме – Павел Кука, Олаф Маршал
Кайзерслаутерн – Любек 7:0 (2:0)
(Втора Бундеслига, сезон 1996/97, 26 май 1997 г.)
В 30. кръг на сезона във Втора Бундеслига водачът в класирането Кайзерслаутерн получава много изгодна възможност да обезпечи и теоретически своята промоция в Първа Бундеслига. На Фриц-Валтер-Щадион гостува съставът на Любек, който е заплашен от изпадане, и футболистите от пристанищния град излизат на терена с мисълта да се борят поне за една точка. „Червените дяволи“ на Ото Рехагел веднага започва с натиск, но гол така и не пада. Нулевото равенство се запазва до 34-та минута, когато новозеландецът Уинтън Руфър открива резултата след атрактивен гол с глава. Пет минути по-късно Олаф Маршал бележи втория гол и слага началото на празненствата сред привържениците. След смяната на игралните полета натискът на Кайзерслаутерн продължава и това се увенчава с трети гол в мача на Хари Кох в 73. минута. В последвалите след това десет минути Томас Ридъл (76.), Юрген Рише (79.), отново Олаф Маршал (81.) и Павел Кука (84.) правят резултата разгромен за гостите от провинция Шлезвих-Холщайн и така се слага край на футболната лекция на „лаутерите“. Победата на Майнц 05 срещу Щутгартер Кикерс потвърждава чисто математически класирането на „Кайзерслаутерн“ в германския елит. На пресконференцията слег двубоя Ото Рехагел споделя: "Когато попиташ някой футболен запалянко от Пфалц за семейното му положение, ще получиш отговора: „Аз съм женен, имам две деца и отбора на Кайзерслаутерн“.
Състав на Кайзерслаутерн: Андреас Райнке – Михаел Шьонберг, Хари Кох, Франк Грайнер (79. Марко Райх), Андреас Бреме – Уве Вегман (60. Томас Ридъл), Мартин Вагнер, Ратиньо – Павел Кука, Олаф Маршал, Уинтън Руфър (75. Юрген Рише)
Кайзерслаутерн – Валдхоф Манхайм 5:0 (2:0)
(Втора Бундеслига, сезон 1996/97, 26 май 1997 г.)
След победата над Любек става ясно, че Кайзерслаутерн се завръща в Първа Бундеслига със сигурност. Въпреки това 38 000 фенове идват на Фриц-Валтер-Щадион, за да гледат мача на любимците си срещу съперниците си от Пфалц Валдхоф Манхайм. „Червените дяволи“ получават изгодна възможност да се реваншират за загубата си от есенния полусезон срещу манхаймците. Равенстворо се запазва едва 7 минути преди Мартин Вагнер да вкара зрелищно попадение от 22 метра след изпълнение на пряк свободен удар. Голът изостря играта и двата отбора се хвърлят в атаки. Все пак Хари Кох използва отлично подаване на Ратиньо и покачва на 2:0, което е и крайният резултат за първото полувреме. След почивката отново Ратиньо намира Олаф Маршал, който необезпокояван прави резултата 3:0. Изоставането в резултата кара гостите да намалят темпото на игра. Очертаващата се загуба предрича сигурно изпадане на отбора на Уве Раполдер в трета дивизия, тъй като изоставането им с 4 точки от спасително място във Втора Бундеслига не може да бъде компенсирано. Хари Кох (72.) и Юрген Рише довършват Валдхоф Манхайм и хвърлят екзалтираната публика в продължителни тържества след края на мача. Тази среща и до днес си остава последният официален сблъсък на югозападните врагове.
Състав на Кайзерслаутерн: Гералд Ерман – Мирослав Кадлец, Михаел Шьонберг, Хари Кох, Аксел Роос – Уве Вегман (75. Марко Райх), Мартин Вагнер (70. Томас Ридъл), Ратиньо – Павел Кука, Олаф Маршал, Уинтън Руфър (46. Юрген Рише)
Кайзерслаутерн – Мепен 7:6 (6:2)
(Втора Бундеслига, сезон 1996/97, 7 юни 1997 г.)
Година след неприятното изпадане във втора дивизия става ясно, че Кайзерслаутерн, един от отборите-основатели на Първа Бундеслига, отново се завръща в германския елит като първенец на Втора Бундеслига. Под ръководството на Ото Рехагел лаутерите приемат в последния кръг за сезона Мепен, от които са загубили през есенния полусезон с 1:2. 38 000 изпълват Фриц-Валтер-Щадион, за да празнуват края на сезона и стават свидетели на един незабравим футболен спектакъл. Само две минути след началото на срещата привържениците на лаутерите са на крака – Олаф Маршал бележи за 1:0. Отново Маршал (16.), Уве Вегман (18.) и Томас Ридъл (21.) довеждат резултатът до 4:0 още в 21. минута. Гостите отвръщат с два гола на Кристиан Клаасен (35.) и Роберт Тобен (40.) преди Ридъл (37.) и Юрген Рише (45.) да доведат нещата до 6:2 на почивката. Въпреки високата резултатност през първото полувреме, никой на стадиона не подозира какво ще се случи през втората част. Двадесет минути преди края играчът на гостите Олави Мири намалява на 6:3, но Юрген Рише отговаря с нов гол за 7:3. Солидната преднина на лаутерите само 15 минути преди последния съдийски сигнал води до отпускане, което е използвано по най-добрия възможен начин от играчите на Мепен. Томас Клуге (79.), Дамир Буян (84.) и Клаасен (88.) изненадват домакините, но невероятната резултатност вдъхновява публиката и тя вече празнува както головете на своя отбор, така и попаденията на гостите. Присъствалите на стадиона твърдят, че дори и изравняване в последните минути, би се приело радостно от любителите на футбола. След края на мача отборът на Мепен остава на терена, за да празнува класирането на „Кайзерслаутерн“ в Първа Бундеслига, а Клаасен отива пред западната трибуна на Фриц-Валтер-Щадион и дава екипа си на феновете там. Срещата и до днес остава най-резултатният двубой на германската втора дивизия.
Състав на Кайзерслаутерн: Андреас Райнке – Мирослав Кадлец (65. Паскал Ожигве), Роджер Лутц, Хари Кох, Аксел Роос, Андреас Бреме (62. Матиас Келер) – Уве Вегман (46. Марко Райх), Ратиньо, Томас Ридъл – Олаф Маршал, Юрген Рише
Байерн Мюнхен – Кайзерслаутерн 0:1 (0:0)
(Първа Бундеслига, сезон 1997/98, 2 август 1997 г.)
Над 10,000 привърженици на „червените дяволи“ пътуват за Мюнхен, за да подкрепят своя отбор в първия мач след завръщането в Първа Бундеслига. Кайзерслаутерн са смятат за пълен аутсайдър срещу шампионите на препълнения Олимпийски стадион в баварската столица. Гостите обаче не са респектирани от именития си домакин и организират опасни атаки, като не изпадат в глуха защита. През първото полувреме Байерн Мюнхен не успяват да убедят, че са по-добрия отбор и затова след почивката започват доста агресивно. Възпитаниците на Ото Рехагел обаче не позволяват срещата да бъде решена в полза на баварците и смело се защитават. Атаките им се изчерпват с няколко контри до 80. минута, когато Чириако Сфорца изпълнява пряк свободен удар и изсипва топката в наказателното поле на Байерн. Михаел Шьонберг засича топката с глава и Оливер Кан е безпомощен – 0:1. В последните десет минути на мача домакините се хвърлят с всички сили напред, но всичките им опити за изравняване се провалят и още в първия кръг е налице изненада – новакът в елита започва да поднася сензация след сензация на учудените любители на футбола в Германия. Тази победа е и своеобразен реванш на Ото Рехагел, след уволнението му от Байерн Мюнхен преди година и половина. След последния съдийски сигнал „Крал Ото“ влиза на терена, празнувайки победата.
Състав на победителите: Андреас Райнке – Мирослав Кадлец, Михеал Шьонберг, Хари Кох (31. Мариян Христов) – Оливер Шефер, Аксел Роос, Ратиньо (75. Марко Райх), Мартин Вагнер, Чириако Сфорца – Олаф Маршал, Павел Кука
Кайзерслаутерн – Борусия Мьонхенгладбах 3:2 (1:2)
(Първа Бундеслига, сезон 1997/98, 24 април 1998 г.)
След четири поредни мача без победа Кайзерслаутерн пропилява комфортната си преднина пред преследвача Байерн Мюнхен и баварците скъсяват аванса само на една точка преди предпоследната домакинска среща на лаутерите за сезон 1997/98. Срещу тях излизат „жребчетата“ от Мьонхенгладбах, водени от стария познайник на феновете от Пфалц – Фридел Рауш. Гостите се борят за оцеляване в елита и всяка точка им е жизненоважна. След началния четвърт част, през който лаутерите контролират играта и стигат до по-добрите възможности за гол, Борусия започва да атакува по-смело. След контраатака на Карл-Хайнц Пфлипсен Хаусвайлер сюрпризира неприятно домакините за 0:1. Последва натиск на „Кайзерслаутерн“, който не носи гол в тяхна полза, докато нова контра на футболистите от Долен Рейн води до 0:2 с гол на Йорген Петерсон. Това развитие навява мрачни мисли на домакините и титлата вече изглежда изпусната. Въпреки това малко преди почивката Олаф Маршал използва добра проява на съотборника си Мартин Вагнер и бележи за 1:2, което връща надеждите на Фриц-Валтер-Щадион. През второто полувреме домакините притискат гладбахци в тяхната половина и изравняването е постигнато след груба грешка на вратаря на Борусия Уве Кампс, използвана отново от Маршал в 61. минута. Стражът на гостите се реваншира до края на мача след като спасява всички удари към вратата си. След изравняването срещата се играе само на една врата – тази на Борусия Мьонхенгладбах. Трибуните подкрепят своите любимци през цялото време, но минутите изтичат застрашително. в 90. минута нещата изглеждат решени, а арбитърът Бернд Хайнеман поглежда часовника си с намерение да даде последен сигнал. Точно тогава Марко Райх изсипва топката в наказателното поле на гостите и тя попада на главата на Олаф Маршал – 17. негов гол за сезона! Това попадение изправя цял един регион на крака, а победата вдъхва увереност на играчите, че могат да станат шампиони въпреки всичко. Състав на Кайзерслаутерн: Андреас Райнке – Михаел Шьонберг, Хари Кох (46. Марко Райх), Мирослав Кадлец – Аксел Роос (46. Михаел Балак), Мартин Вагнер, Чириако Сфорца, Андреас Бук (79. Павел Кука), Мариян Христов – Олаф Маршал, Юрген Рише

## Любопитни факти
- Привърженици на отбора са известните германски политици Курт Бек (премиер-министър на провинция Райнланд-Пфалц) и Хелмут Кол (бивш германски канцлер).
- Кайзерслаутерн е най-малкият град (население 99 000 жители), чийто отбор е печелил Първа Бундеслига (през 1991 и 1998 г.). Следващият най-малък град е Брауншвайг (население 245 000 жители) през 1967 г.
- Еф Фау Кайзерслаутерн играе с черно-бели екипи до 1929 г., когато се обединява с Ес Фау Фьоникс и приема червеното и бялото за основни цветове.
- Бившият германски международен футболен съдия Маркус Мерк, който живее и работи като стоматолог в Кайзерслаутерн, има голям принос за развитието на футбола в региона. Д-р Мерк е избиран два пъти за съдия на годината в света от ФИФА.

### Видео
- Репортаж от срещата Кайзерслаутерн-Кьолн на 18 май 2008
- Репортаж за шампионската титла през 1998
- Шампионската титла през 1991
- Купата на Германия през 1990
- Репортаж от срещата Кайзерслаутерн-Барселона през 1991
- Победата над Тотнъм в Купата на УЕФА 1999/2000
- Кайзерслаутерн-Байерн Мюнхен 4:0

## Български футболисти
- Мариян Христов: 1997-2004 (146 мача/26 гола)
- Илиян Мицански: 2008-наем (10/1)
- Манол Чапов: 2013 (пролет)